# Takalik Abaj

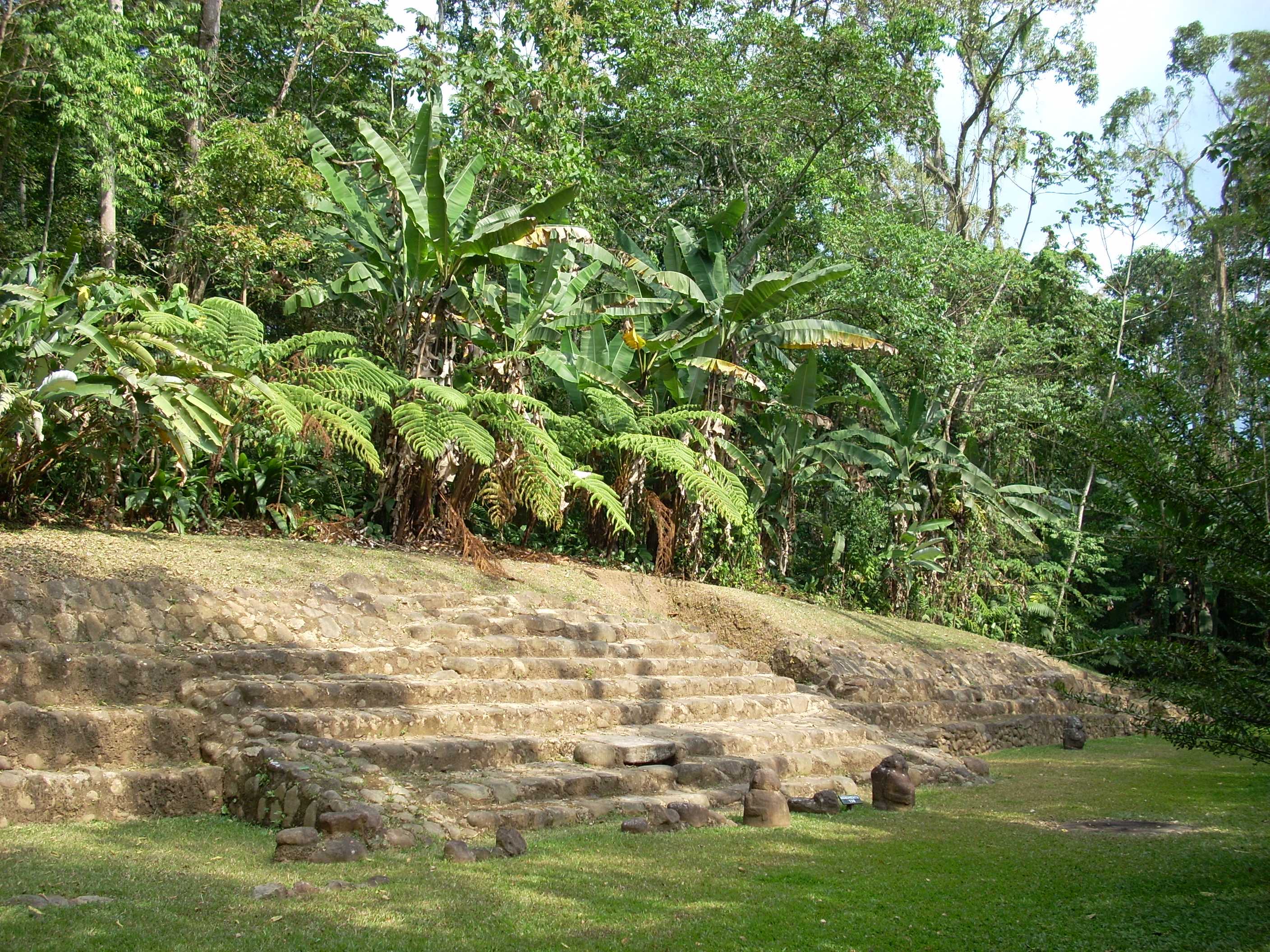
A Takalik Abaj hi ha evidències d'una ocupació contínua durant quasi dos mil anys.[1] Aquesta foto mostra l'escalinata d'accés a la terrassa 3, datada del Preclàssic Tardà.

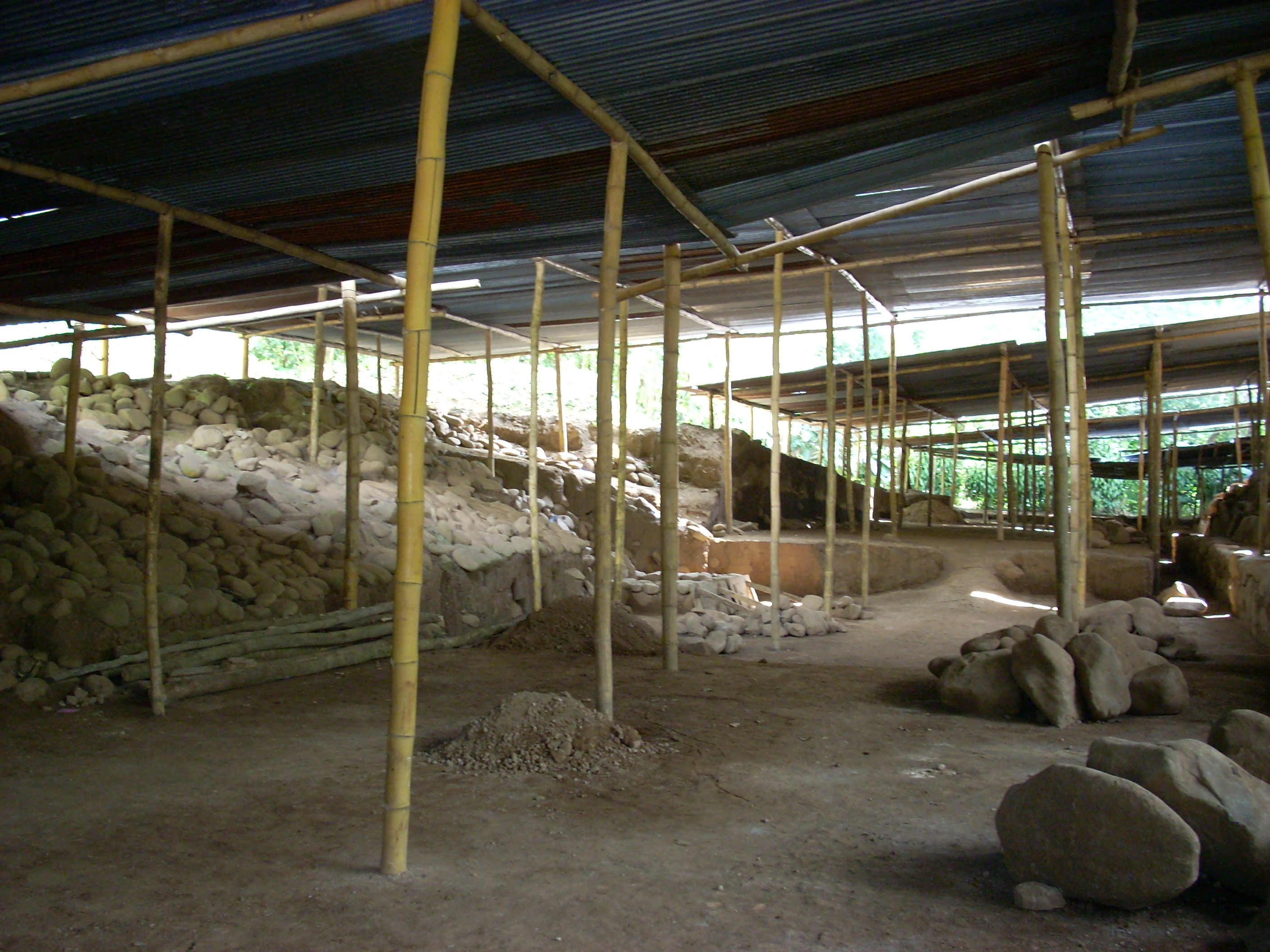
Excavacions del joc de pilota de Takalik Abaj, que data del Preclàssic Mitjà

Takalik Abaj (abans denominat Abaj Takalik, escrit Tak'alik A'baj' segons l'ortografia de l'Acadèmia de Llengües Maies de Guatemala) és un jaciment arqueològic de la cultura maia ameríndia. Es troba al municipi de l'Asintal (Retalhuleu), al sud de Guatemala.
El lloc va florir culturalment i econòmica en els períodes Preclàssic i Clàssic, des del s. IX ae fins almenys el s. X de, i era un centre important de comerç, amb contactes amb Kaminaljuyú i Chocolá. Les troballes obtingudes en les excavacions arqueològiques el situen com un dels majors jaciments de monuments esculpits a la costa guatemalenca de l'oceà Pacífic.
El nucli de la ciutat cobria aproximadament un radi de 6,5 km², on encara es poden apreciar al voltant de 80 estructures importants i més d'una dotzena de places. Més de dues-centes esteles esculpides en pedra s'han trobat al lloc del descobriment.
La seua arquitectura estigué molt influenciada pels olmeques durant el període Preclàssic Mitjà i després desenvolupà trets maies.
Hi ha pocs llocs que comprenguen processos “transicionals” i de canvi entre ambdues cultures, la primerenca civilització olmeca i la Clàssica maia. A Mèxic (Izapa, La Venta, Chiapa de Corzo...) i a Guatemala (Kaminaljuyu, Takalik Abaj, El Baúl…), comparteixen algunes característiques que permeten comprendre el desenvolupament de la Mesoamèrica precolombina.
A Takalik Abaj es troben escultures d'estil olmeca que inclouen un possible cap colossal, petrogravats i altres detalls. El lloc conté una de les majors concentracions d'escultures d'estil olmeca fora del golf de Mèxic.
Takalik Abaj és representatiu de la primera florida de la cultura maia, que succeí al voltant de 400 ae.

## Toponímia
El nom significa pedra parada en l'idioma quitxé de la zona. Deriva de l'adjectiu tak’alik ('parada') i el substantiu abäj ('pedra'). L'arqueòloga nord-americana Susanna Milers va anomenar el lloc usant l'ordre lògic de l'idioma espanyol, la qual cosa resulta gramaticalment incorrecta en quitxé. El govern de Guatemala ha adoptat Tak'alik A'baj' com el nom oficial de la zona arqueològica. Des del punt de vista de la gramàtica quitxé, la forma correcta seria Tak'al Ab'aj. El nom original del lloc encara es desconeix.

## Ubicació

Takalik Abaj i la seua relació geogràfica amb l'àrea nuclear olmeca

El lloc es troba al sud-oest de Guatemala, a 45 quilòmetres (km) de la frontera internacional amb Mèxic i a 45 km de l'oceà Pacífic.
Takalik Abaj és al nord del municipi de l'Asintal, a l'extrem nord del departament guatemalenc de Retalhuleu, a 190 km de la ciutat de Guatemala. El lloc s'estén dins de cinc finques de café als vessants de la serralada de la serra Mare. les finques són Santa Margarida, Sant Isidre Pedra Parada, Buenos Aires, Sant Elies i la Finca Dolores. Takalik Abaj ocupa una cresta que corre des del nord i baixa cap al sud. La cresta limita a l'oest amb el riu Nimá i a l'est pel riu Ixchayá, els dos naixen a l'altiplà guatemalenc. La ubicació de Takalik Abaj prop del gual del barranc per on flueix el riu probablement era molt important en la fundació de la ciutat, ja que les rutes de comerç eren obligades a passar pel lloc i la ciutat controlava l'accés a aquestes rutes.
Takalik Abaj té una elevació de 600 m sobre el nivell del mar en una regió ecològica de bosc molt humit subtropical. La temperatura varia entre 21 °C i 25 °C i la evapotranspiració potencial té una mitjana de 0.45. L'àrea rep un alt nivell de precipitació pluvial anual, que varia entre 2.136 mm i 4.372 mm. La vegetació local inclou espècies com Pogonopus spesiosus, Aspidosperma megalocarpum, Leuhea speciosa, Guazuma ulminofolia, Platymiscium dimorphandrum, cedre mexicà, Brosimum sp., tamarinde i Coccoloba montana.
Una carretera, denominada 6W, passa el lloc. Recorre un trajecte de 30 km des de la ciutat de Retalhuleu fins a Colomba Costa Cuca al departament de Quetzaltenango.
Takalik Abaj es troba a 100 km del jaciment arqueològic de Monte Alto, a 130 km de Kaminaljuyú i a 60 km d'Izapa a Mèxic.

Takalik Abaj i altres llocs del període Preclàssic a la costa del Pacífic

## Etnicitat
La població de Takalik Abaj en el període Preclàssic Mitjà possiblement parlava mixezoque, l'idioma associat als olmeques.Després de la intrusió maia al lloc en el període Preclàssic Tardà, se suposa que els habitants parlaven una llengua maia, encara que no se n'ha identificat l'idioma exacte. Hi ha al·lusions en les cròniques indígenes que els habitants possiblement eren Yoc Cancheb, una branca dels Mayas Mams.

## Economia i comerç

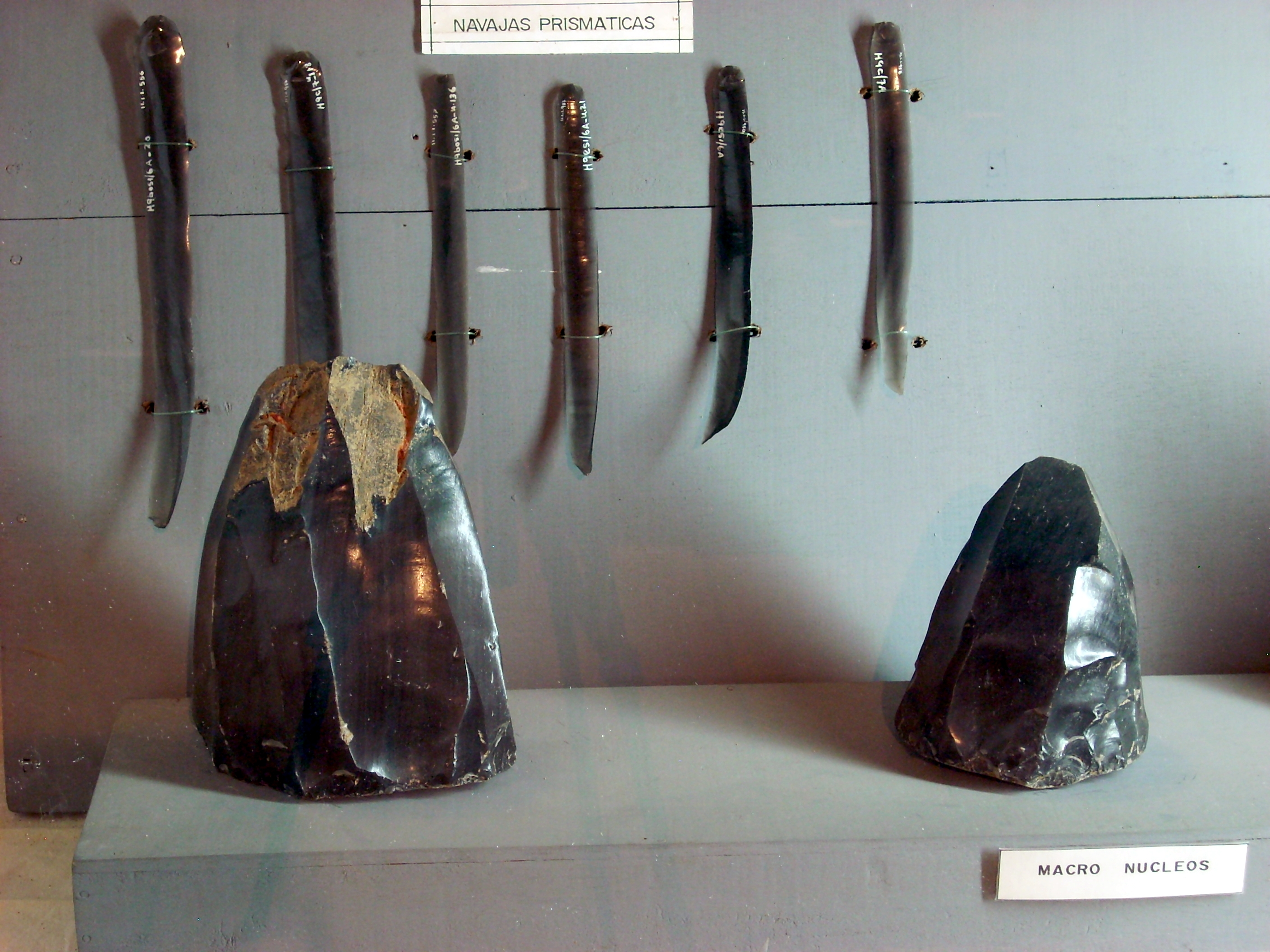
Artefactes d'obsidiana excavats en Takalik Abaj, incloent nuclis i navalles prismàtiques.

Takalik Abaj era sols un d'una sèrie de llocs al pla de la costa pacífica que eren centres comercials, cerimonials i polítics importants. És evident que prosperava per la producció de cacau i de les rutes d'intercanvi que travessaven la regió. En el temps de la conquesta la zona encara es distingia per la producció de cacau.
Estudis de l'obsidiana recuperada de Takalik Abaj indiquen que la majoria en provenia de les fonts El Chayal i Sant Martín Jilotepeque. Quantitats menors d'obsidiana procedien d'altres fonts tals com Tajumulco, Ixtepeque i Pachuca.
L'obsidiana és un vidre volcànic natural que s'utilitzava per tota la regió mesoamericana per a fabricar eines i armes com navalles, puntes de projectil i de llança, llancetes per a l'autosacrifici de sang, fulles prismàtiques per a tallar fusta i moltes eines més d'ús diari. L'ús d'obsidiana pels maies s'ha comparat amb l'ús d'acer en el món modern, i el comerç d'obsidiana abastava tota la zona maia i més.
| Període              | Data           | Nombre d'artefactes | El Chayal % | Sant Martín Jilotepeque % | Pachuca % |
| -------------------- | -------------- | ------------------- | ----------- | ------------------------- | --------- |
| Preclàssic Primerenc | 1000–800 ae    | 151                 | 33.7        | 52.3                      | –         |
| Preclàssic Mitjà     | 800–400 ae     | 880                 | 48.6        | 39                        | –         |
| Preclàssic Tardà     | 300 ae– 250 de | 1848                | 54.3        | 32.5                      | –         |
| Clàssic Primerenc    | 250–600 de     | 163                 | 50.9        | 35.5                      | –         |
| Clàssic Tardà        | 600–900 de     | 419                 | 41.7        | 45.1                      | 1.19      |
| Postclàssic          | 900–1524 de    | 605                 | 39.3        | 43.4                      | 4.2       |

## Història
Encara que els primers habitants de Takalik Abaj hi arribaren en el període Preclàssic Primerenc, el lloc no assolí la seua primera florida fins als períodes Preclàssic Mitjà i Preclàssic Tardà, quan hi hagué una onada d'activitat arquitectural. El lloc té una llarga història d'ocupació: el seu període principal d'ocupació s'estén des del Preclàssic Mitjà fins al Postclàssic. Durant aquest temps, la continuïtat de la població es veu representada per l'estil local de ceràmica, denominat l'estil Ocosito, que seguia en ús des del Preclàssic fins al Clàssic Tardà. L'estil Ocosito típicament era d'una pasta roja amb pedra tosca, i s'estenia cap a Coatepeque per l'oest, el riu Ocosito al sud i el riu Samalá a l'est. Durant el Clàssic Tardà i el Postclàssic Primerenc l'estil Ocosito primer es va barrejar amb l'estil ceràmic quitxé de l'altiplà guatemalenc, i després hi fou absorbit.

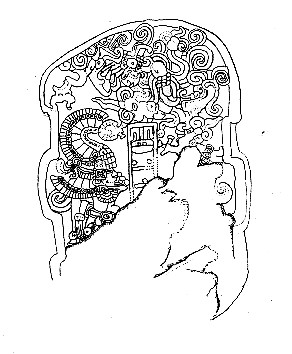
Estela núm. 2

| Període | Subdivisió            | Subdivisió            | Data           | Resum                                 |
| --- | --------------------- | --------------------- | -------------- | ------------------------------------- |
| Preclàssic | Preclàssic Primerenc  | Preclàssic Primerenc  | 1000–800 ae    | Població difusa                       |
| Preclàssic | Preclàssic Mitjà      | Preclàssic Mitjà      | 800–400 ae     | Olmeca                                |
| Preclàssic | Preclàssic Tardà      | Preclàssic Tardà      | 400 ae– 200 de | Maya primerenc                        |
| Clàssic | Clàssic Primerenc     | Clàssic Primerenc     | 200–600 de     | Conquesta relacionada amb Teotihuacán |
| Clàssic | Clàssic Tardà         | Clàssic Tardà         | 600–900 de     | Recuperació local                     |
| Clàssic | Clàssic Tardà         | Clàssic Terminal      | 800–900 de     |                                       |
| Postclàssic | Postclàssic Primerenc | Postclàssic Primerenc | 900–1200 de    | Ocupació k'iche'                      |
| Postclàssic | Postclàssic Tardà     | Postclàssic Tardà     | 1200–1524 de   | Abandó                                |
| Nota: Els períodes usats en els informes de Takalik Abaj difereixen una mica d'aquells usats a la regió mesoamericana en general. |                       |                       |                |                                       |

### Preclàssic Primerenc
La primera ocupació de Takalik Abaj data de finals del període Preclàssic Primerenc.Recerques arqueològiques hi van descobrir restes d'una àrea residencial a l'oest del grup central, a la riba del rierol El Chorro. Els habitants hi ïren les primeres cases amb pisos. Els resultats de l'anàlisi de pol·len revelen que quan els primers habitants arribaren a la zona van trobar una àrea de bosc espés que van talar per sembrar-hi dacsa i altres plantes. S'han trobat més de cent cinquanta peces d'obsidiana en aquesta àrea, coneguda com L'Escondite, la majoria de les quals són procedents de les fonts Sant Martín Jilotepeque i El Chayal.

### Preclàssic mitjà
Tornaren a ocupar Takalik Abaj al principi del període Preclàssic Mitjà. Els habitants pertandrien al grup mixezoque, com ho demostren les moltes escultures olmeques que daten d'aquest període. La construcció de les estructures comunals degué començar en el Preclàssic Mitjà; les estructures més primerenques es feren d'argila, a vegades parcialment cremada per endurir-la. La terrissa d'aquest període pertany a la tradició Ocosito, que tenia afinitats fortes amb les ceràmiques del pla i la costa de la regió d'Escuintla.
L'Estructura Rosada es construí en la forma d'una plataforma baixa durant la primera part del període Preclàssic Mitjà, quan la ciutat ja produïa escultura d'estil olmeca i alhora que La Venta prosperava a la costa del golf de Mèxic (entre 800 i 700 ae). Durant l'última part del període Preclàssic Mitjà (entre 700 i 400 ae) els habitants enterraren l'Estructura Rosada sota la primera versió de l'Estructura 7. En aquest temps deixaren d'utilitzar les estructures cerimonials olmeques i destruïren l'escultura olmeca, fets que assenyalen un període intermedi abans del principi de la fase maia primerenca de la ciutat. La transició entre les dues fases fou gradual, sense canvis abruptes.

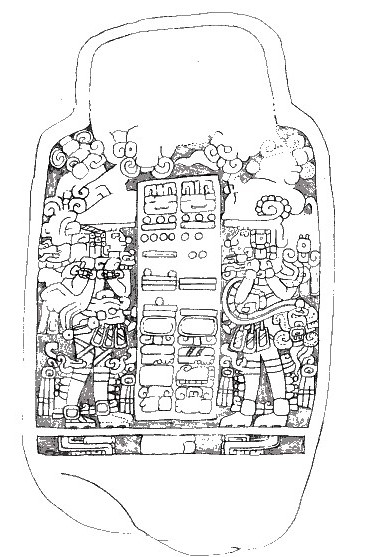
La Estela 5 de Takal'ik Ab'aj. La data més tardana de les dues dates del compte llarg és equivalent a una data l'any 126 d'C. Dos governants flanquegen les dates, probablement simbolitzen el lliurament de poder d'un rei al proper.

### Preclàssic Tardà
Durant el període Preclàssic Tardà (400 ae– 200 de) diversos llocs de la zona costanera del Pacífic es van desenvolupar fins a arribar a ser autèntiques ciutats, incloent Takalik Abaj, que cobria una àrea de més de 4 km². La influència olmeca sobre la zona costanera del Pacífic desaparegué a principis del Preclàssic Tardà. En aquest temps Takalik Abaj sorgí com a centre important amb un art i arquitectura local; els habitants tallaren escultures de roca i aixecaren esteles i altars associats. S'hi erigiren monuments de significat polític i religiós, alguns amb dates d'estil maia i representacions de governants. Aquests monuments maies primerencs duen possiblement les inscripcions jeroglífiques maies més antigues, a més de l'ús més primerenc del calendari mesoamericà del compte llarg. L'anomenat estil d'escultura panxut va aparéixer en aquest temps.El sorgiment d'escultura maia i la desaparició d'estil olmeca deu representar una intrusió maia en una zona prèviament ocupada per habitants mixezoques. Pot ser que les elits maies entraren a l'àrea per dominar el comerç de cacau. Hi havia, però, una continuïtat en els estils locals de ceràmica des del període Preclàssic Mitjà fins al període Preclàssic Tardà i la transició d'olmeca a maia possiblement més ideològica que no física. Si vingueren d'una altra part, les troballes d'esteles maies i una tomba reial maia suggereixen que els maies ocuparen un lloc dominant, com a comerciants o conqueridors.
Kaminaljuyú sorgí com a centre principal en aquest període i hi ha evidència de contactes creixents entre les dues ciutats, unint les rutes comercials de la zona costanera amb la ruta del riu Motagua. També hi havia contacte amb altres llocs al llarg de la costa del Pacífic. Sembla que Takalik Abaj i Kaminaljuyú eren els dos centres principals dins d'aquesta xarxa comercial. L'estil d'escultura denominat maia primerenc es va difondre per tota la xarxa.
Durant el Preclàssic Tardà, en la construcció s'usava pedra volcànica i argila, igual que en el període Preclàssic Mitjà. Anaren evolucionar per incloure estructures esglaonades revestides de còdols, amb escalinates.
Encara que la tradició ceràmica Ocosito seguia en ús, els estils ceràmics del període Preclàssic Tardà a Takalik Abaj mostren una forta relació amb l'Esfera Ceràmica Miraflores que abastava Escuintla, la vall de Guatemala i El Salvador occidental. Aquesta tradició consisteix a terrissa roja fina que s'associa a Kaminaljuyú i que es troba per tota la zona sud-oriental de l'altiplà guatemalenc i la costa del Pacífic.

### Clàssic Primerenc

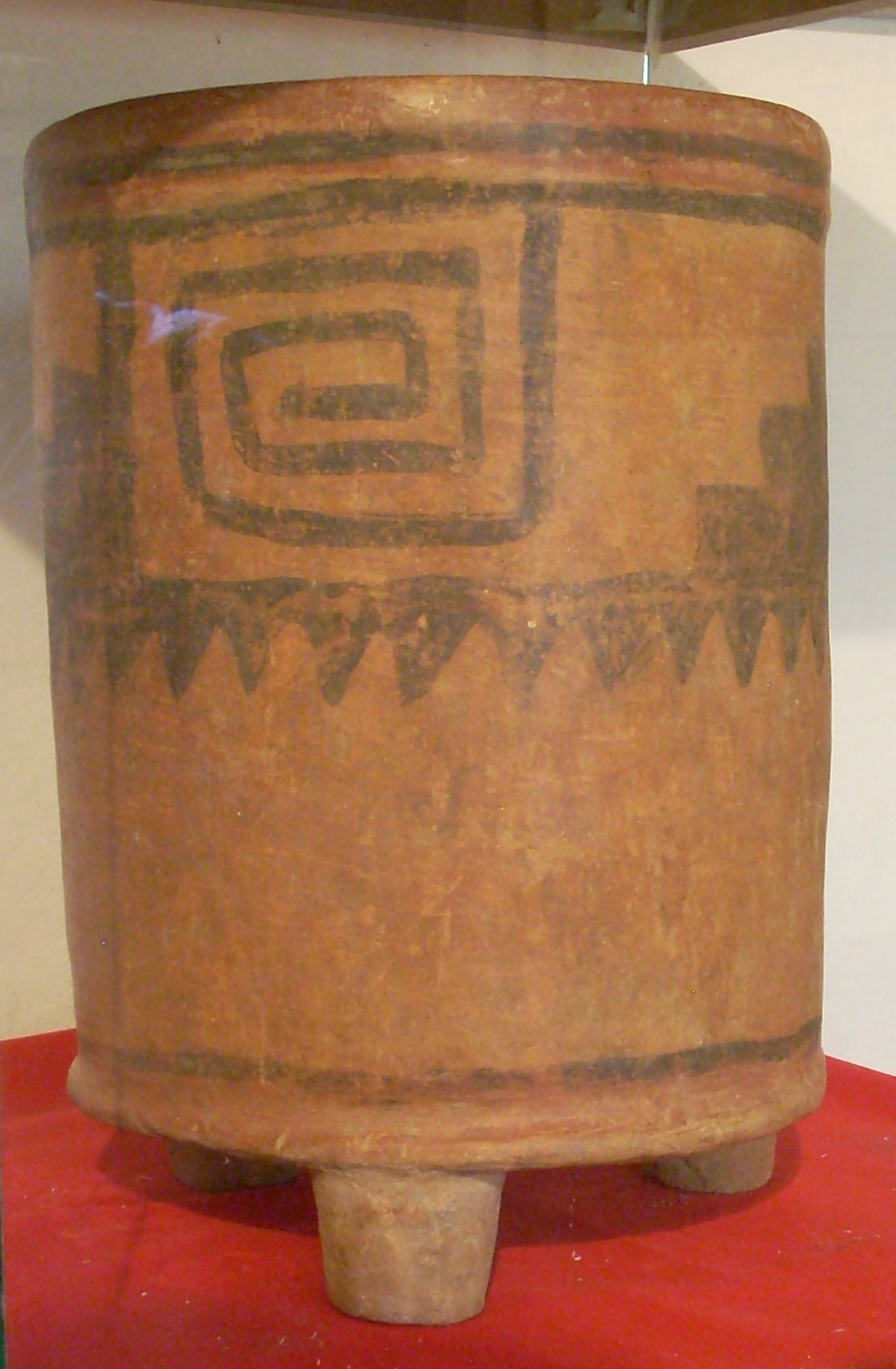
Got cilíndric trípode policrom del Clàssic Primerenc

En el període Clàssic Primerenc, des del s. II de, l'estil d'estela que hi hagué a Takalik Abaj associat amb la representació de personatges històrics fou adoptat a les terres baixes maies, particularment a la conca de Petén. Durant aquest període s'hi van destruir alguns monuments preexistents.
En aquest període, la ceràmica de Takalik Abaj canvia per l'estil Solano de l'altiplà. Aquesta tradició ceràmica s'associa amb el lloc de Solano del sud-est de la vall de Guatemala i el tipus més característic n'és de color vermell cobert amb engalba roja, de vegades pintat amb adorns rosats o morats. Es creu que aquest estil ceràmic està relacionat amb parlants quitxés de l'altiplà. El nou estil ceràmic no reemplaçà la tradició local Ocosito, sinó que s'hi barrejà.
Les recerques arqueològiques han demostrat que la destrucció de monuments i la interrupció de construcció nova al lloc succeí alhora de l'arribada de l'estil Naranjo de ceràmica que sembla relacionar-se amb estils de la metròpoli de Teotihuacán a la llunyana vall de Mèxic. La tradició ceràmica Naranjo és característica de la costa occidental del Pacífic a Guatemala entre els rius Suchiate i Nahualate. Els tipus més comuns són gerres i bols de superfície allisada amb una tela, deixant marques paral·leles, normalment cobertes amb un bany groc o blanc. En aquest mateix temps l'ús de ceràmica local Ocosito va disminuir. Aquesta influència teotihuacana dona una data de la segona meitat del Clàssic Primerenc per a la destrucció de monuments del lloc. La presència de conqueridors associats amb l'estil Naranjo fou curta i suggereix que els conqueridors van exercir un control a distància sobre Takalik Abaj, reemplaçant els governants locals amb els seus propis i deixant la població local intacta.
La conquesta de Takalik Abaj eliminà les rutes antigues de comerç que passaven al llarg de la costa del Pacífic des de Mèxic fins a El Salvador, que foren reemplaçades per una de nova que pujava la serra Mare i seguia fins a l'altiplà nord-occidental de Guatemala.

### Clàssic Tardà
En el període Clàssic Tardà sembla que el lloc s'havia recuperat de la derrota anterior. Les ceràmiques d'estil Naranjo disminuïren notablement i hi hagué una nova ona de construcció a gran escala. Molts dels monuments trencats pels conqueridors es reerigiren en aquest temps.

### Postclàssic
Encara que l'ús de l'estil ceràmic local Ocosito seguia en ús, en el període postclàssic hi va haver una intrusió notable de ceràmiques k'iche's de l'altiplà, concentrada particularment al nord del lloc, però estenent-se per incloure tot el lloc. Les cròniques indígenes dels quitxés afirmen que conquistaren aquesta part de la zona costanera del Pacífic, suggerint que la presència de la seua ceràmica s'associa amb la conquesta de Takalik Abaj.
Sembla que la conquesta quitxé es produí al voltant de 1000 de, uns quatre segles abans del que es creia pels càlculs basats en les cròniques indígenes. Aquesta conquesta no paralitzà l'activitat del lloc; després de l'arribada dels quitxés els seus estils en reemplaçaren els locals. Sembla que els habitants originaris abandonarien la ciutat que havien ocupat gairebé dos mil·lennis.

### Història moderna
La primera descripció del lloc fou publicada l'any 1888, per Gustav Bruhl. Karl Sapper va descriure l'Estela 1 el 1894, quan la va veure al costat del camí per on viatjava. Max Vollmberg, un artista alemany, dibuixà l'Estela 1 i escrigué notes sobre altres monuments, la qual cosa va atreure l'atenció de Walter Lehmann.
El 1902 l'erupció del volcà proper Santa Maria va cobrir el lloc en una capa de cendres volcàniques que varia entre 40 i 50cm de gruix.
Walter Lehmann va començar l'estudi de les escultures de Takalik Abaj els anys 1920. El gener de 1942 J. Eric S. Thompson va visitar el lloc amb Ralph L. Roys i William Webb de part de la Institució Carnegie mentre emprenia un estudi de la Costa del Pacífic, va publicar les seves descripcions el 1943. Susanna Miles, Lee Parsons i Edwin Shook van emprendre altres estudis.
El 1965 Susanna Miles va nomenar el lloc Abaj Takalik, prèviament es coneixia amb diversos noms, incloent San Isidro Pedra Parada i Santa Margarita, pels noms de les finques en què s'estén el lloc, i també amb el nom de Colomba, un poble al nord al departament de Quetzaltenango.
La Universitat de Califòrnia a Berkeley va patrocinar excavacions a la dècada de 1970. Van començar el 1976 amb la direcció de John A. Graham, Robert F. Heizer i Edwin M. Shook. Aquesta primera temporada va descobrir 40 monuments nous, incloent la Estela 5, per afegir a la dotzena ja coneguda. Excavacions per la Universitat de Califòrnia a Berkeley van seguir fins al 1981 i van descobrir encara més monuments durant aquest temps. Des del 1987 les excavacions han continuat sota la direcció de Miguel Orrego i Christa Schieber de l'Institut d'Antropologia i Història de Guatemala, i segueixen descobrint monuments nous. El lloc ha estat declarat un parc nacional arqueològic.

El 2002 Takalik Abaj va ser inscrit a la llista temptativa del Patrimoni de la Humanitat de la UNESCO sota el nom de The Mayan-Olmecan Encounter ("La Trobada Maya-Olmeca").

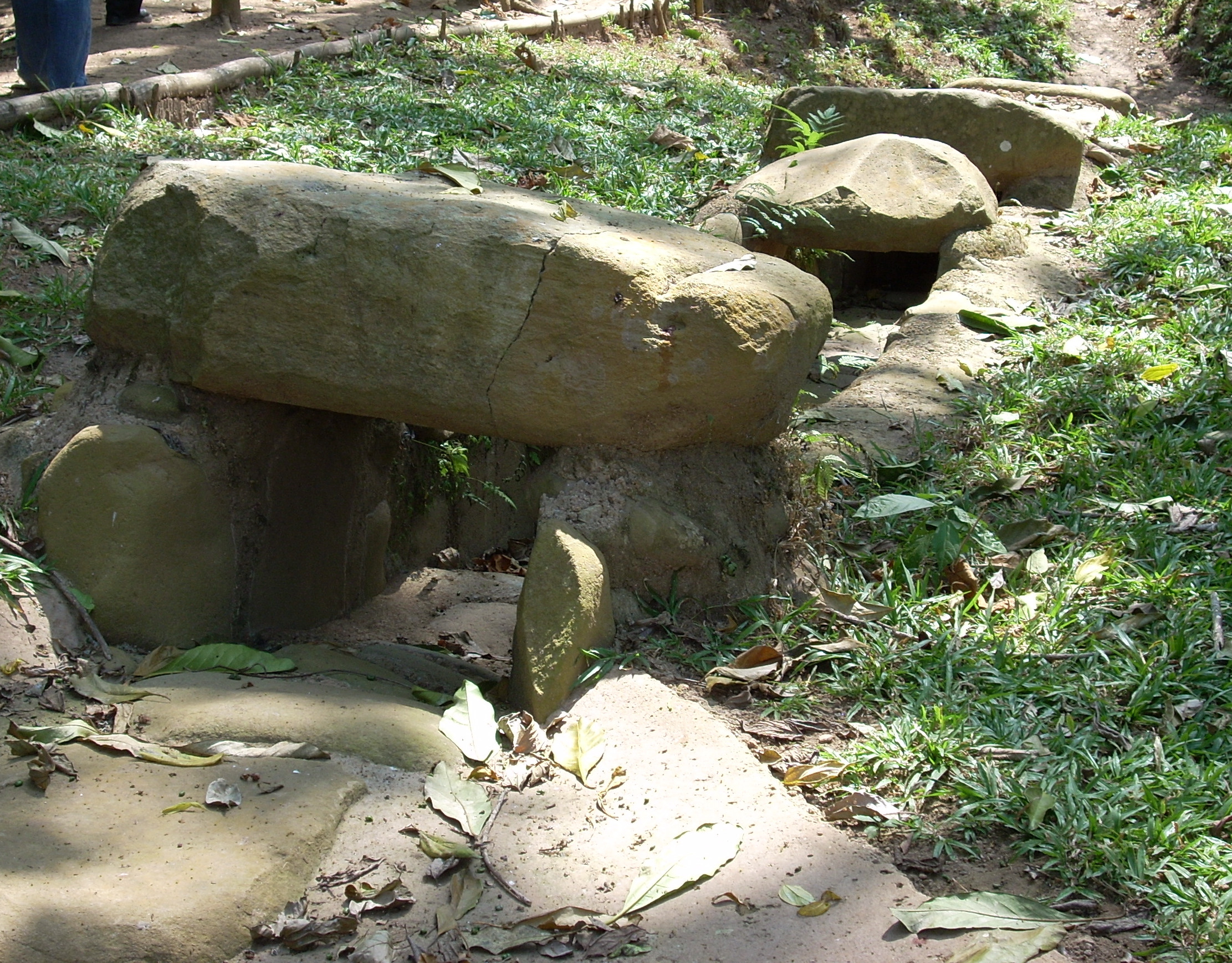
Un canal de pedra dissenyat com a desguàs per portar la pluja que cau sobre l'arquitectura major. Aquest exemple es troba al costat de l'Estructura 7 i data del període Clàssic Tardà

## El lloc
El nucli del lloc abasta aproximadament 6,5 km²,[59] i inclou les restes de 70 estructures monumentals al voltant d'una dotzena de places agrupades en nou terrasses. Takalik Abaj té dos jocs de pilota i més de dos-cents trenta-nou monuments de pedra, amb exemplars impressionants d'esteles i altars. El granit usat per tallar els monuments d'estil olmeca i maia és molt diferent de la pedra calcària usada a les ciutats del Petén. El lloc també destaca pels sistemes hidràulics, incloent un temazcal o bany de vapor amb drenatge subterrani, i per les tombes preclàssiques descobertes pels arqueòlegs Marion Popenoe de Hatch, Christa Schieber de Lavarreda i Miguel Orrego, del Ministeri de Cultura i Esports.
Takalik Abaj es divideix en quatre grups: el Grup Central, el Grup Nord i el Grup Oest estan junts, però el Grup Sud es troba a 5 km al sud. El lloc és naturalment defensiu, delimitat per barrancs escarpats; ocupa un sèrie de nou terrasses, que varien en amplària de 140 m fins a 220 m i tenen façanes que van dels 4,6 m als 9,4 m. Aquestes terrasses no s'alineen uniformement: la direcció de la façana de contenció depén del terreny. Les tres terrasses principals són artificials, de vegades usen més de 10 m de farciment.
Quan Takalik Abaj assolí la màxima grandària, l'arquitectura principal de la ciutat cobria una àrea aproximada de 2 per 4 km, tot i que encara no s'ha determinat l'àrea ocupada per a construcció residencial.
- El Grup Central ocupa les terrasses 1 a 5, les quals foren anivellades artificialment.[58][59]
- El Grup Oest són setze estructures de la Terrassa 6, la qual fou anivellada artificialment. El Grup Oest es delimita pels rius Nima a l'oest i San Isidro a l'est. Una troballa notable al Grup Oest foren unes màscares de jade.[59][60]
- El Grup Nord s'habità des del període Clàssic Terminal fins al Postclàssic.[61]Les estructures d'aquest grup difereixen en la manera de construcció de les del Grup Central: són de fang endurit sense usar pedra.[58] El Grup Nord ocupa les terrasses 7 a 9, que no mostren evidència d'anivellació, més aviat aprofiten les terrasses naturals que ja hi existien.[58] El Grup Nord no té monuments escultòrics i això, juntament amb el mètode diferent de construcció i les troballes de ceràmica, fa pensar que uns nous habitants ocuparen el Grup Nord en el període Clàssic Tardà, probablement maies quitxés de l'altiplà.[58]
- El Grup Sud es troba fora del nucli del lloc, a una distància de 5 km al sud del Grup Central, aproximadament a 2 km a l'oest de l'Asintal. Té 13 monticles d'estructures que formen un grup dispers.[62][63]

### Sistemes de control d'aigua
El sistema de rec de Takalik Abaj incloïa canals de pedra que no s'usaven per a la irrigació sinó per a canalitzar la pluja i mantenir la integritat estructural de l'arquitectura principal. Aquests canals també s'usaven per a canalitzar aigua potable a les zones residencials de la ciutat, i és possible que també s'usaren amb finalitats rituals. Fins a 2005, s'havien trobat les restes de 25 canals. Els canals de més grandària fan 0,25 m d'ample per 0,30 m d'alt, i els secundaris en fan més o menys la meitat.
S'usaven dos mètodes de construcció per als canals. Els de fang daten del període Preclàssic Mitjà i els de pedra del període Preclàssic Tardà al període Clàssic, els de pedra del període Clàssic Tardà són els més grans. En el Clàssic Tardà es reutilitzaren fragments de monuments caiguts per a construir canals.

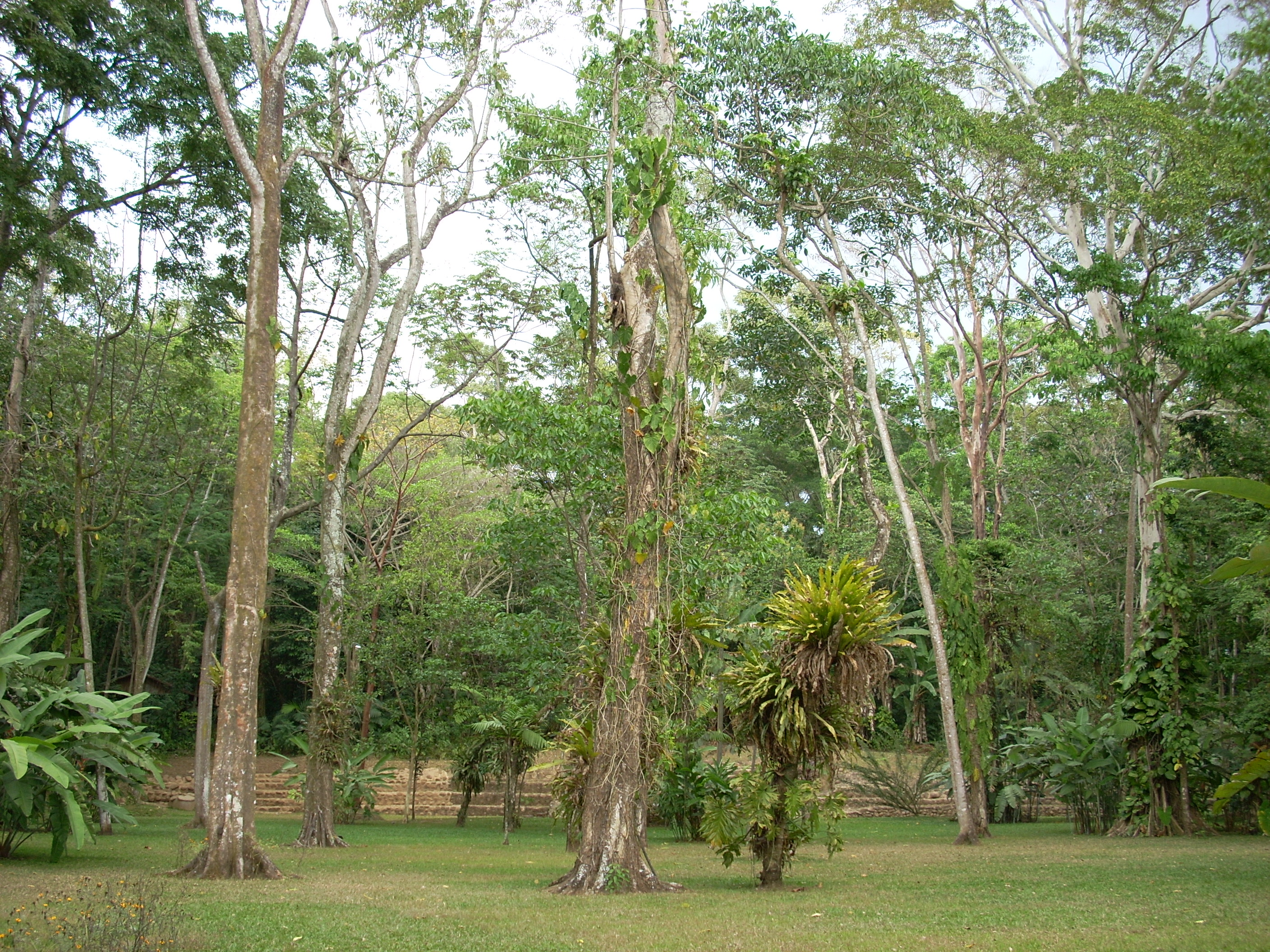
Una plaça en una de les terrasses de Takalik Abaj

### Terrasses
- La Terrassa 2 es troba al Grup Central.[59] Algunes de les estructures d'aquesta terrassa daten fins al període Preclàssic Mitjà i inclouen un exemple primerenc d'un joc de pilota.[68]
- La Terrassa 3 és al Grup Central.[59] La construcció de la façana representava un esforç major i data del període Preclàssic Tardà.[69] Es creu que la zona sud-est de la Terrassa 3 era la plaça més sagrada de la ciutat, per l'alta concentració d'escultura i la presència de l'Estructura 7 al costat est de la plaça.[70] Aquesta part de la ciutat antiga, la denominà Tanmi T'nam ('El Cor del Poble' en l'idioma mam) l'alcalde de l'Asintal.[71] Una fila de 5 monuments corre de nord a sud per la banda sud-oest de la plaça, i una altra fila de 5 escultures s'alinea a l'extrem sud de la terrassa, orientada d'est a oest, amb altres 2 escultures una mica al sud.[71]
- La Terrassa 5 es troba a la banda est del lloc, al nord del Grup Central. Fa 200 m d'est a oest i 300 m de nord a sud. Ocupa part de la finca San Isidro Pedra Parada i la zona actualment s'usa per al cultiu de café. Es construí la façana de la terrassa de fang compactat durant el període Preclàssic Tardà, la qual cosa representava una inversió enorme de treball. Aquesta terrassa seguí en ús fins al període Postclàssic.[72][73]
- La Terrassa 6 sosté 16 estructures del Grup Oest. Fa 150 m d'est a oest i 140 m de nord a sud. La terrassa mostra diferents fases de construcció. Descansa sobre una subestructura construïda amb blocs de basalt que data del període Preclàssic Tardà; altres fases de construcció daten del període Clàssic Tardà i en la terrassa s'han trobat rastres de l'ocupació quitxé. La terrassa se situa dins de les finques San Isidro Pedra Parada i Buenos Aires i el terreny actualment es dedica al cultiu de café i hule. Una carretera talla la cantonada est de la Terrassa 6.[74]
- La Terrassa 7 és una terrassa natural que sosté una part del Grup Nord. S'orienta d'est a oest i fa 475 m de llarg. Sosté 15 estructures que daten del període Clàssic Terminal fins al Postclàssic i s'associa amb l'ocupació quitxé. Aquesta terrassa es divideix entre les finques Buenos Aires i San Elías i una carretera talla la part oriental.[62]
- La Terrassa 8 és una altra terrassa natural del Grup Nord. També s'orienta d'est a oest i fa 400 m de llarg. Una carretera talla l'extrem oriental de la terrassa i el costat oest de l'Estructura 46 situada al marge. La terrassa només sosté aquesta estructura i una altra al nord (Estructura 54). La terrassa devia ser una àrea habitacional, que incloïa terreny conreat, associada al grup nord. Aquesta terrassa s'associa amb l'ocupació quitxé des del Clàssic Tardà fins al Postclàssic.[58]
- La Terrassa 9 és la de major grandària de Takalik Abaj i sosté una part del grup nord. Fa 400 m d'est a oest i 300 m de nord a sud. La façana de la terrassa corre per 200 m al nord del complex principal del Grup Nord, al costat occidental de la Terrassa 7. En l'extrem est d'aquesta secció la façana gira al nord damunt de la Terrassa 8 300 m; llavors torna a córrer a l'est 200 m més, delimitant la Terrassa 8 en els costats oest i nord. La Terrassa 9 només sosté dues estructures principals (les estructures 66 i 67). Una carretera talla el costat oriental de la Terrassa 9; unes excavacions de la secció on la carretera talla la terrassa han descobert les restes possibles d'un joc de pilota.[59][75]

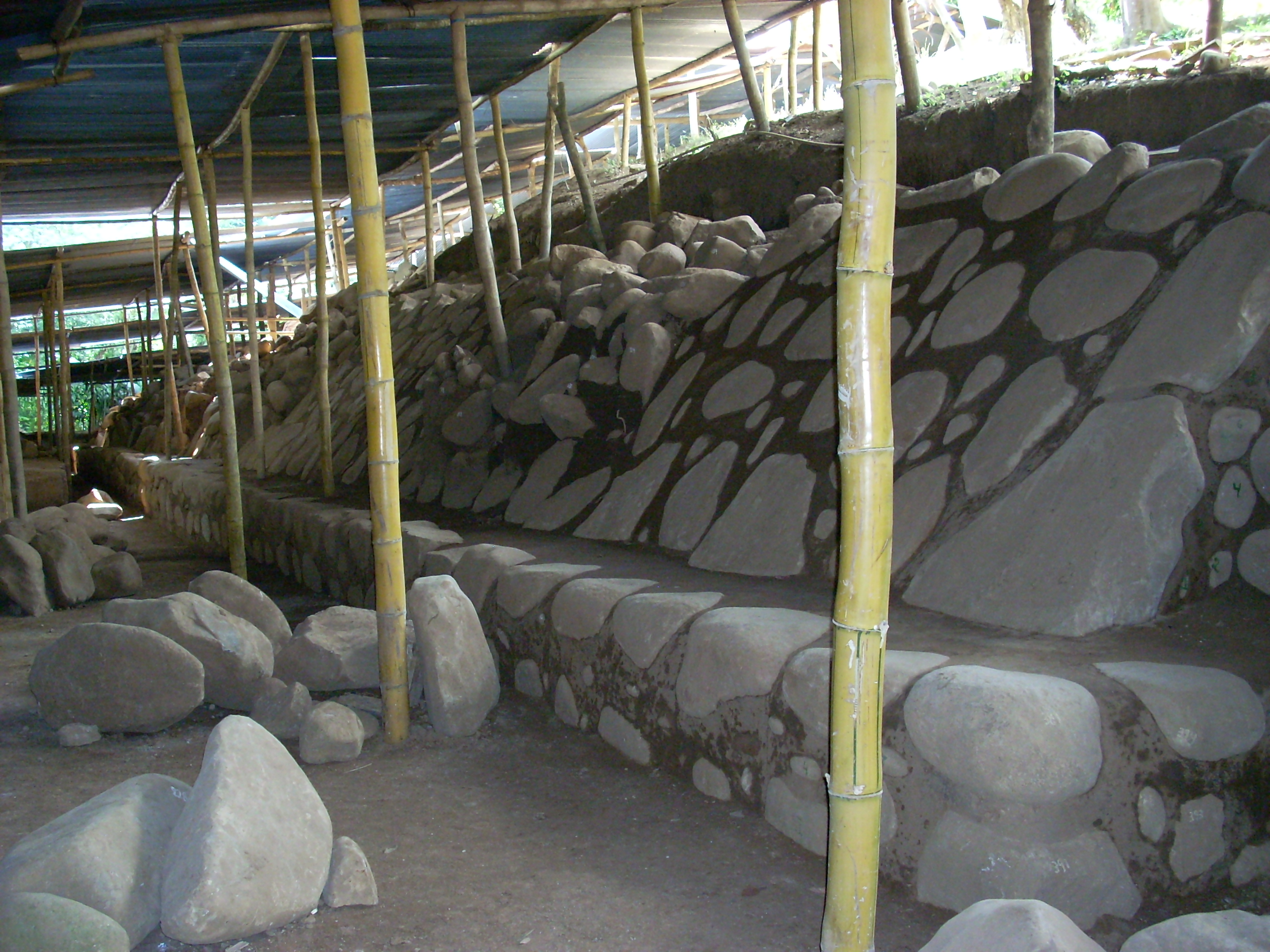
El joc de pilota de la Terrassa 2 al Grup Central data del Preclàssic Mitjà.[3

### Estructures
- El Joc de Pilota es localitza al sud-oest de la Terrassa 2 i data del període Preclàssic Mitjà. S'orienta de nord a sud i la pista fa 4,6 m d'ample. L'Estructura Sub-2 i l'Estructura Sub-4 formen els dos costats de la pista, que fa una mica més de 22 m de llarg i cobreix una àrea de 105 m². L'Estructura Sub-1 marca el límit sud del joc de pilota: se situa una mica més d'11 m al sud de les estructures Sub-2 i Sub-4 i crea una zona terminal al sud que s'orienta d'est a oest i fa 23 per 11 m amb una àrea de 264 m².[68]
- L'Estructura 7 és una gran plataforma que es troba al costat est de la plaça de la Terrassa 3 al Grup Central. Es creu que aquesta estructura era un dels edificis més sagrats de Takalik Abaj a causa d'una sèrie de troballes importants que s'hi associen. Fa 79 per 112 m i data del període Preclàssic Mitjà. Dues estructures menors es troben a la part nord de l'Estructura 7, denominades estructures 7A i 7B.[76][77] Sobre l'Estructura 7 hi ha tres files de monuments, que possiblement s'usaven com a observatori astronòmic.[78] Una troballa important que es va fer en l'Estructura 7 és l'encenser cilíndric denominat "La Nena" pels arqueòlegs a causa de les aplicacions que formen una figura femenina. Data dels nivells més profunds de l'ocupació quitxé i fa 50 cm d'alt i 30 cm d'ample a la base. Es va trobar amb una gran quantitat d'ofrenes que incloïen més ceràmiques i fragments d'escultures trencades.[79][51]
- L'Estructura 7A és una petita estructura localitzada sobre la part nord de l'Estructura 7. Data del període Preclàssic Mitjà i ha estat excavada. L'Enterrament 1, una tomba reial que data del període Preclàssic Tardà, fou descoberta al centre d'aquesta estructura. Una gran ofrena de centenars d'atuells ceràmics s'hi trobava a la base i s'associa amb l'enterrament. L'Estructura 7A va ser remodelada en el Clàssic Primerenc i una altra vegada en el Clàssic Tardà.[80]
- L'Estructura 11 estava revestida de còdols subjectats amb fang.[13] Es localitza a l'oest de la plaça, a la zona sud del Grup Central.[81]

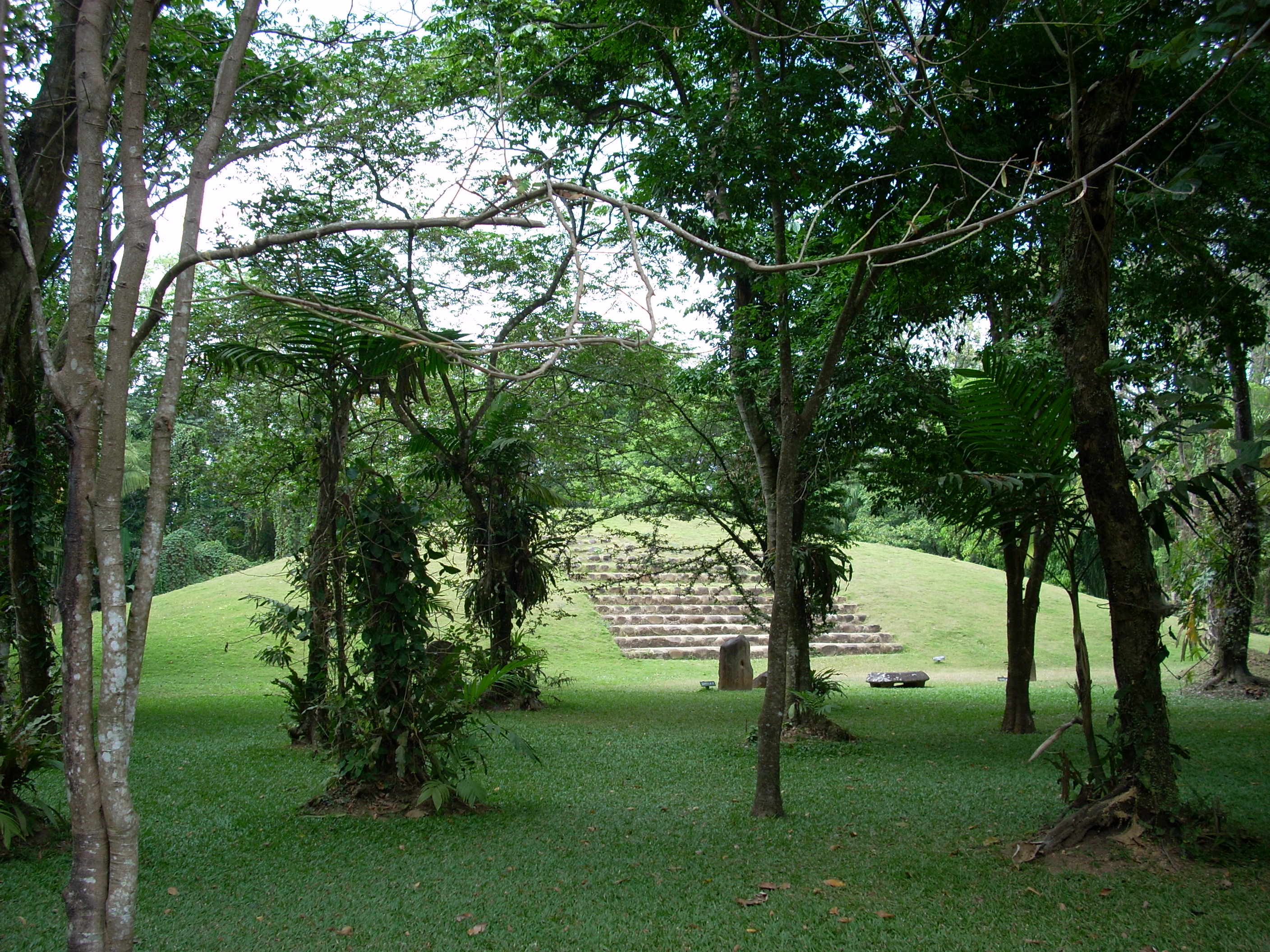
L'Estructura 11 i els seus monuments associats

- L'Estructura 12 es troba a l'oest de l'Estructura 11.[82] També està revestida com l'anterior.[13] Es troba a l'est de la plaça a la part sud del Grup Central.[81] L'estructura és una plataforma de tres nivells amb escalinates als costats est i oest. L'arquitectura visible data del període Clàssic Primerenc, però descansa sobre una construcció del Preclàssic Tardà. Una fila d'escultures voreja el costat oest de l'estructura, que inclou sis monuments, una estela i un altar.[81] Altres monuments més voregen el costat est, un d'ells representa possiblement el cap d'un cocodril, els altres són llisos. L'Escultura 69 es localitza al costat sud de l'estructura.[82]
- L'Estructura 17 es troba al Grup Sud, a la finca Santa Margarita. En l'estructura es descobrí una ofrena de 13 navaixes prismàtiques d'obsidiana que daten del període Preclàssic Tardà.[83]
- L'Estructura 34 es troba al Grup Oest, a la cantonada est de la Terrassa 6.[84]
- Les estructures 38, 39, 42 i 43 són unides per plataformes baixes al costat est d'una plaça a la Terrassa 7, s'alineen de nord a sud. Les estructures 40, 47 i 48 es localitzen als costats sud, oest i nord de la plaça. Les estructures 49, 50, 51, 52 i 53 s'agrupen al costat oest de la terrassa, i al sud de la Terrassa 9. L'Estructura 42 és la més alta del Grup Nord: fa aproximadament 11,5 m d'alt.[59][85]
- L'Estructura 46 es troba en el límit de la Terrassa 8 al Grup Nord i data del període Clàssic Terminal al Postclàssic. Una carretera talla el costat oest de l'estructura.[58]
- L'Estructura 54 es construí a la Terrassa 8, al nord de l'Estructura 46, al Grup Nord. S'envolta per una àrea oberta sense monticles que devia ser una zona d'ús residencial i agrícola. Data del període Clàssic Terminal al Postclàssic.[58]
- 'L'Estructura 57 és un gran monticle al límit sud del Grup Central amb una vista excel·lent del pla costaner. L'estructura es va construir en el període Preclàssic Tardà amb una segona fase del Clàssic Tardà. És possible que servira de talaia.[43]

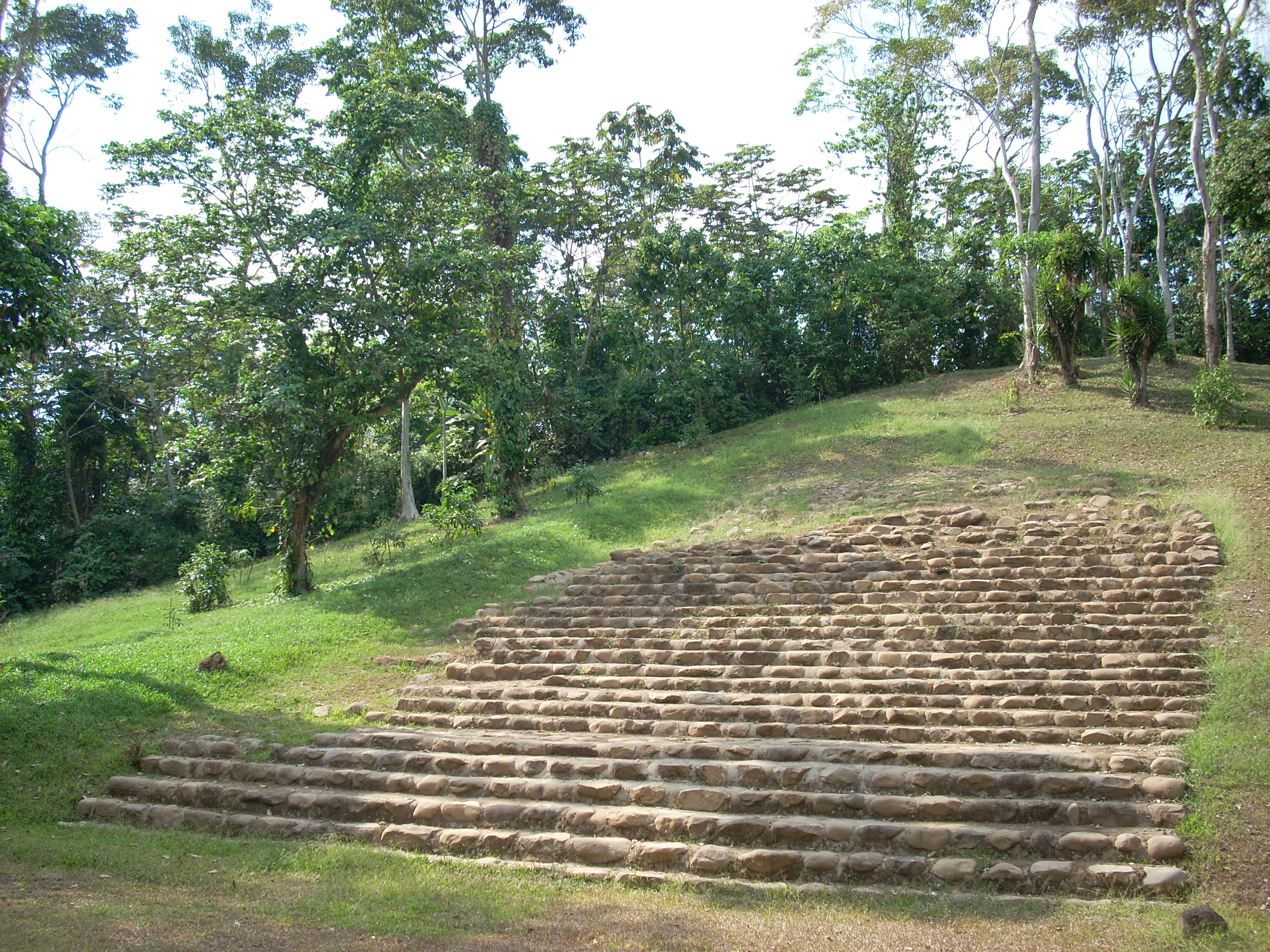
L'Estructura 5

- L'Estructura 61, Monticle 61A i Monticle 61B es troben al costat est de la Terrassa 5, a la finca San Isidro. L'Estructura 61 té revestiment de pedra i es va construir durant el Clàssic Primerenc sobre una construcció més antiga del Preclàssic Tardà. Es va descobrir l'Estela 68 a la base del Monticle 61A prop d'un altar. L'Estructura 61 i els seus monticles associats devien controlar l'accés a la ciutat durant el zenit del seu poder; el Monticle 61A va ser reutilitzat durant l'ocupació del lloc en el Posclásico. Troballes del Clàssic Primerenc que es trobaven en el Monticle 61A inclouen quatre atuells de ceràmica i quatre navalles prismàtiques d'obsidiana.[72][86]
- Estructura 66 es localitza en la Terrassa 9, en el límit nord del Grup Nord. Té una vista excel·lent a través de la ciutat sencera i possiblement servia de talaia i controlava accés al lloc. Data del Clàssic Terminal fins al Posclásico.[87]
- Estructura 67 és una gran plataforma en la Terrassa 9 que tal vegada s'associa amb una àrea possiblement habitacional en la mateixa terrassa i localitzada al nord del Grup Nord.
- Estructura 68 es troba en el Grup Oest. Una carretera moderna curta una part del costat occidental de l'estructura.[87]
- Joc de Pilota Nord. Les possibles restes d'un segon joc de pilota es van descobrir al nord del Grup Nord i tal vegada s'associen amb l'ocupació d'aquest grup des del Clàssic Terminal fins al Posclásico. Es va construir de fang endurit i s'alinea d'est a oest, l'estructura nord mesurava 2 metres d'alt i l'estructura sud mesurava un metre d'alt, la pista mesurava 10 metres d'ample.

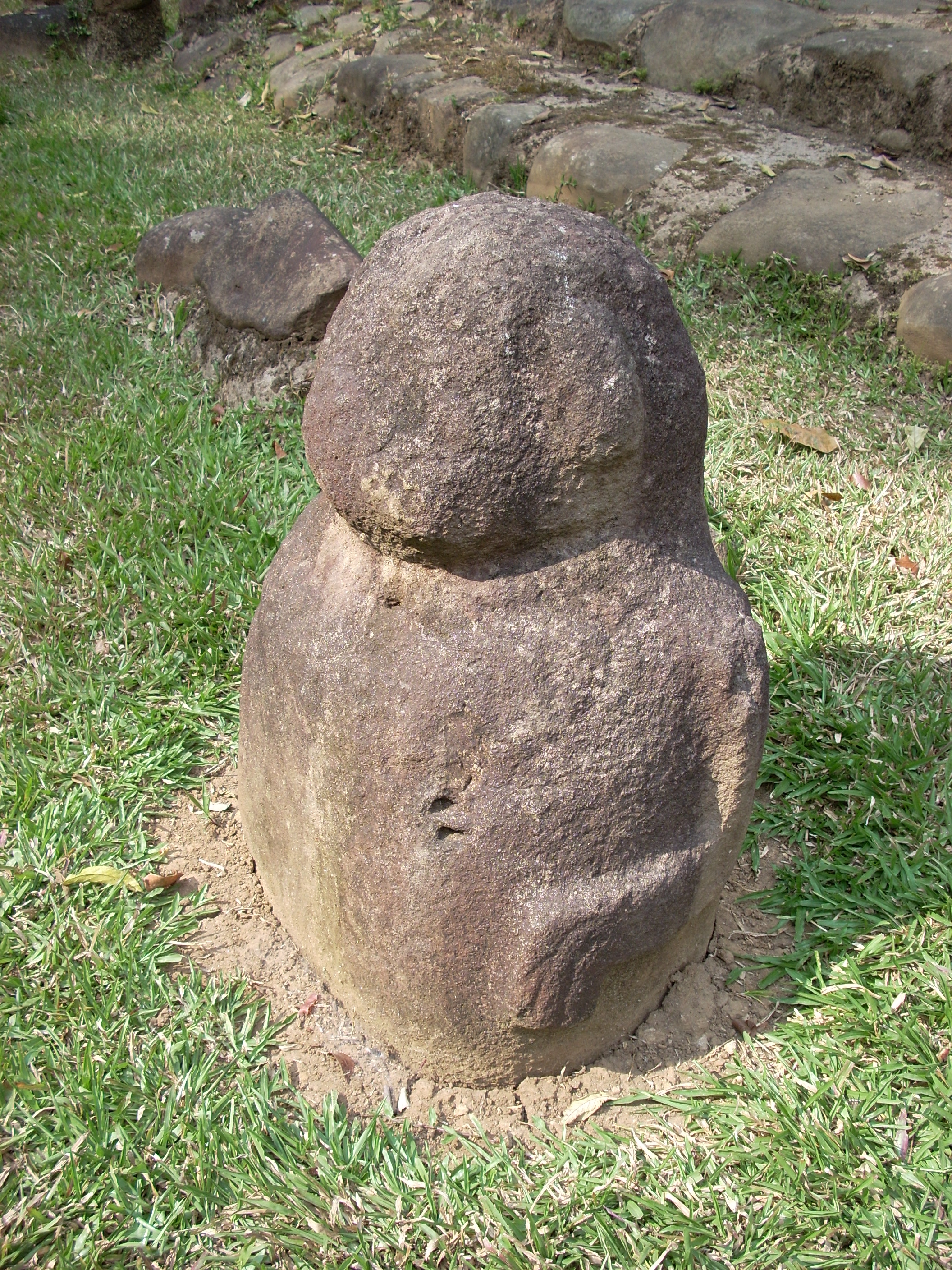
Una escultura d'estil barrigón en Takalik Abaj, probablement data del Preclàssic Tardà.

### Monuments de pedra
S'han trobat més de 239 monuments de pedra en Takalik Abaj, la majoria són tallats de roques d'andesita local.[59][89] Alguns d'aquests monuments són esculpits, uns altres són llisos i la majoria es troben en els Grups Central i Oest.[89][90] Els monuments esculpits es divideixen en quatre tipus principals: Escultures d'estil olmeca que representen 21 % del total, escultures d'estil maya representen 42 % dels monuments, monuments d'estil barrigón (14 % del total) i l'estil local d'escultura representat per escultures zoomorfas (23 % del total).[90]
La majoria dels monuments de Takalik Abaj no es troben en els seus llocs originals, es van traslladar a llocs diferents en èpoques posteriors, per aquesta raó la datació de monuments en el lloc sovint depèn de comparacions estilístiques.[12] Un exemple és un sèrie de quatre monuments que es trobaven en una plaça davant d'una plataforma del període Clàssic, encara que almenys dos dels quatre daten del Preclàssic.[13]
Hi ha uns deixants esculpits en l'estil maya primerenc que porten textos jeroglífics amb dates del Compte Llarg que les daten al Preclàssic Tardà. L'estil d'escultura del període clàssic de les terres baixes mayas es deriva d'aquest estil.[36]
Takalik Abaj té diversos monuments de l'anomenat estil barrigón que representen figures humanes obeses esculpides de roca en embalum, d'un tipus que es troba en la costa del Pacífic en una zona que s'estén des d'Izapa a Mèxic fins a El Salvador. La seva funció exacta no es coneix, però probablement daten del Preclàssic Tardà.[91][92]

#### Escultures d'estil olmeca
Hi ha moltes escultures d'estil olmeca, tals com el Monument 23, un cap colossal que fou retallat per formar una figura en un nínxol.[94] Aquestes escultures semblen indicar una presència olmeca física controlant el lloc, possiblement sota un governant olmeca.[95]

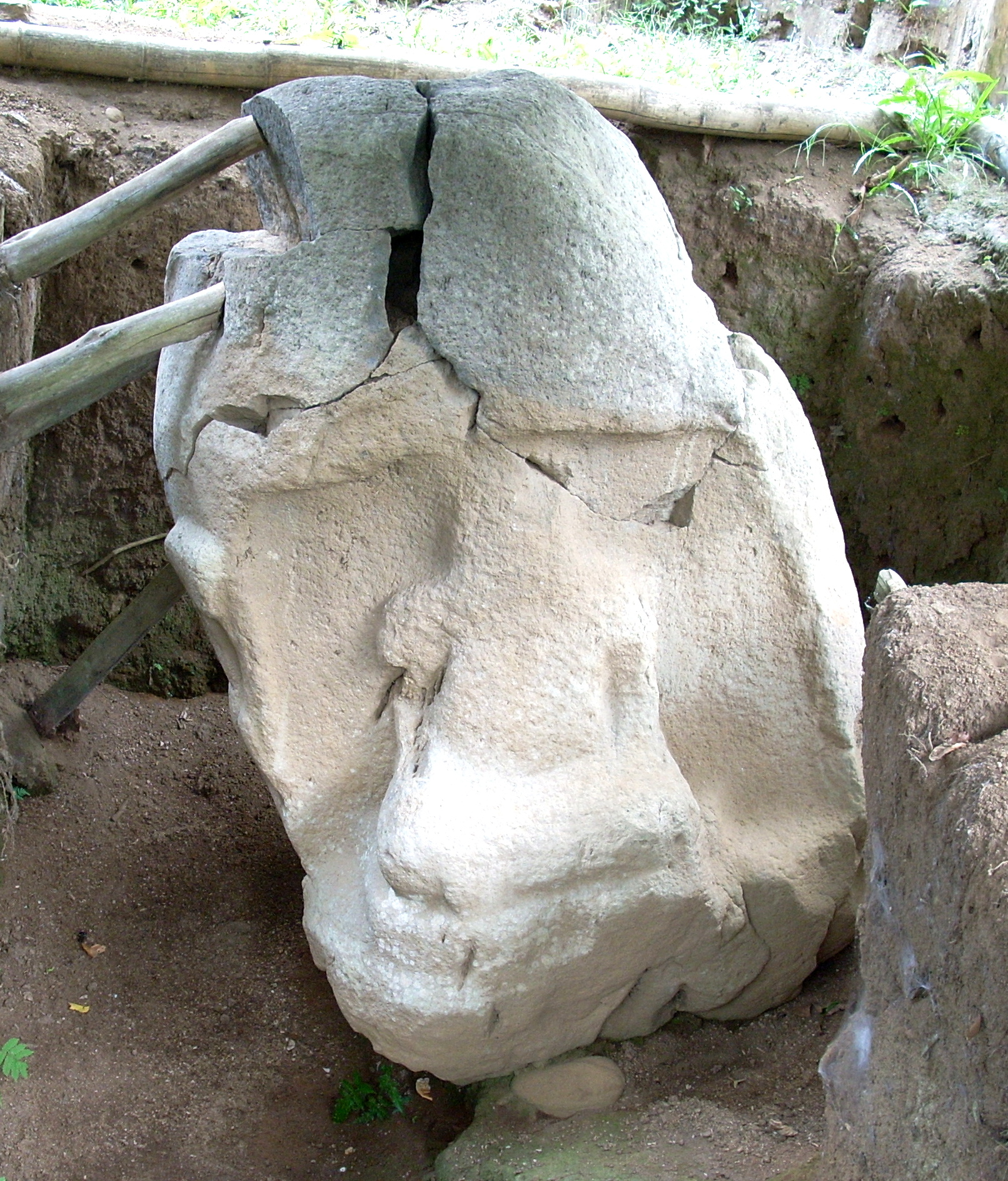
Monument 23, una escultura olmeca (o d'influència olmeca) a Takalik Abaj. Mostra una figura sortint d'una cova, portant un infant al braç. Aquesta escultura és molt semblant a l'Altar 5 de la Venta

Altres investigadors no són tan certs: les escultures d'estil olmeca poden indicar simplement una iconografia comuna de poder a les costes del Pacífic i el golf.[10] De tota manera, Takalik Abaj era un lloc d'importància per als olmeques. Totes les escultures d'estil olmeca de Takalik Abaj daten del Preclàssic Mitjà.[90] Tret dels monuments 1 i 64, la majoria no es trobaven als llocs originaris.[90]

#### Escultures d'estil maia
Hi ha més de 30 monuments en l'estil maia primerenc, que data del Preclàssic Tardà, la qual cosa significa que és l'estil més comú que es troba a Takalik Abaj.[44] La gran quantitat d'escultura maia primerenca i la presència d'exemples primerencs d'escriptura jeroglífica maia suggereixen que el lloc tingué un paper important en el desenvolupament de la cultura maia.[44] L'estil de monument maia primerenc a Takalik Abaj està molt relacionat amb l'estil de monuments de Kaminaljuyú, i en demostra una influència mútua. Aquest estil es difongué a altres llocs que formaven part de la xarxa comercial d'aquestes dues ciutats.[44]

#### Escultures d'estil panxut
Escultures d'estil panxut es troben al llarg de la costa del Pacífic des sud de Mèxic a El Salvador, a més de llocs a les terres baixes maies.[96][91] Encara que uns investigadors han suggerit que aquest estil és preolmeca, les excavacions arqueològiques a la costa del Pacífic, incloent les de Takalik Abaj, han demostrat que aquest estil s'usava des de la fi del Preclàssic Mitjà i arribà al seu auge en el Preclàssic Tardà.[97] Totes les escultures d'estil panxut de Takalik Abaj daten del Preclàssic Tardà i s'assemblen a les de Monte Alto a Escuintla i Kaminaljuyú a la vall de Guatemala.[97] En general, les escultures de tipus panxut són tosques amb molta varietat de grandària i posició d'extremitats.[97] Representen figures humanes obeses, normalment amb les cames encreuades i amb els braços sobre el ventre. Tenen galtes grosses i caigudes, els ulls tancats i són de sexe indeterminat.[97]

#### Escultures d'estil local
Les escultures d'estil local són generalment roques esculpides en formes zoomorfes, incloent representacions tridimensionals de granotes, gripaus i cocodrils.[98]

#### La transició olmeca-maia: El Carregador de l'Ancestre

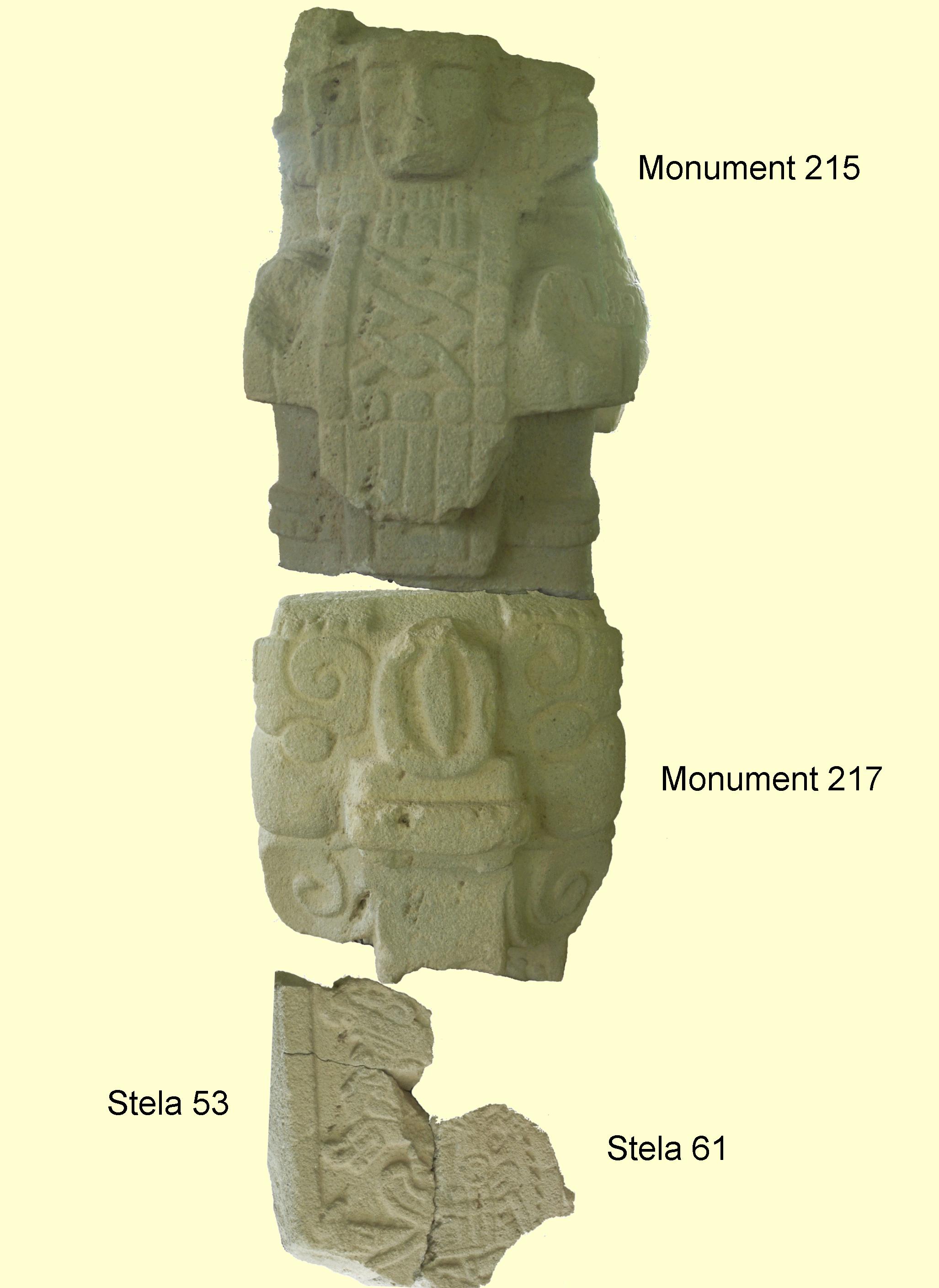
Les peces del Carregador de l'Ancestre arreglades en la seva ordre original[99

El Carregador de l'Ancestre es compon de quatre fragments d'escultura que foren reutilitzats en les façanes de quatre edificis diferents durant l'última part del període Preclàssic Tardà.[100] Van descobrir els monuments 215 i 217 durant les excavacions de l'Estructura 7A el 2008, mentre els fragments d'Estela 53 i 61 es descobriren en excavacions anteriors.[101][102] Els arqueòlegs van veure que, encara que els monuments 215 i 217 tenien temes i estils diferents, formaven dues parts d'una escultura.[35] Arran d'això, van trobar dues peces més, originàriament excavades en les estructures 12 i 74.[35]
Les quatre peces conformen una columna monumental que fa 2,3 m d'altura i té una combinació estranya de característiques esculturals.[103] Els extrems superiors i inferiors són danyats i incomplets, la columna consisteix a tres seccions.[104] La secció inferior és una columna rectangular amb un text jeroglífic primerenc en els dos costats i l'escultura d'una figura maia ricament vestida al front.[104] La figura porta un pentinat en forma de cocodril o un híbrid de cocodril-felí amb la cara d'un ancestre sortint de la gargamella oberta.[104] La part inferior d'aquesta secció està danyada i falten parts del text i de la figura.[104]
La secció del mig, que forma una classe de capitell, és una escultura en alt relleu del cap d'una ratapinyada executada amb les línies corbes de l'estil maia, amb ulls petits i celles compostes de dues volutes petites.[104] El nas de forma de fulla és característic del ratpenat vampir comú.[104] La boca és oberta, amb ullals i llengua prominent que s'estén cap avall.[104] Una franja doble de triangles envolta l'escultura amb una corda gravada i tal vegada simbolitzen les ales del ratpenat.[104]
La secció superior de la columna porta l'escultura d'una figura rabassuda amb peus descalços parada al cap del ratpenat.[105] La figura porta un tapall lligat amb un cinturó i adornat amb un gran símbol de "u".[104] L'estil és rígid i recorda l'escultura formal olmeca; diversos elements del vestit semblen els trobats en les escultures olmeques del golf de Mèxic.[104] La figura té els ulls ovalats i duu orelleres, el nas i la boca estan danyats.[104] Porta dues bandes que li creuen l'esquena i s'uneixen amb el cinturó i les espatlles, sostenen una figura petita mirant cap enrere.[104] La posició i les característiques d'aquesta figureta s'assemblen molt a les escultures olmeques d'infants, tot i que la cara és la d'un ancià.[104] Aquesta figura menor porta una classe de faldeta o cua llarga que és quasi idèntica a la que porta la figura d'un jaguar dansaire de Tuxtla Chico a Chiapas, Mèxic.[104] Aquesta faldeta s'estén cap avall fins a la secció enmig de la columna, i segueix per la meitat de darrere del cap del ratpenat.[105] La posició de les espatlles amb relació a la cara de la figura principal no és anatòmicament correcta, la qual cosa porta als arqueòlegs a suposar que la "cara" és realment un pectoral elaborat i que el cap de la figura principal s'ha perdut.[105] Encara que la secció superior de la columna té molts elements olmeques, també falten diverses característiques distintives que es troben en l'autèntic art olmeca, com ara l'expressió felina sovint traduïda en l'escultura olmeca.[106]
L'escultura data d'abans del 300 ae, per l'estil del text jeroglífic, i es creu que la intenció de l'escultor era representar un governant maia primerenc -en la part inferior- que duia l'inframon -el ratpenat- i els seus ancestres -la figura principal que porta una figura secundària a l'esquena-.[104] L'escultor maia usava vagues records d'elements olmeques en la figura de l'ancestre en una classe de sincretisme maia-olmeca, produint una escultura híbrida.[104] Així representa la transició d'una fase cultural a la propera, en un punt de temps en què els habitants olmeques previs no s'oblidaven i es veien com a ancestres poderosos.[107]

#### Inventari de monuments

##### Altars

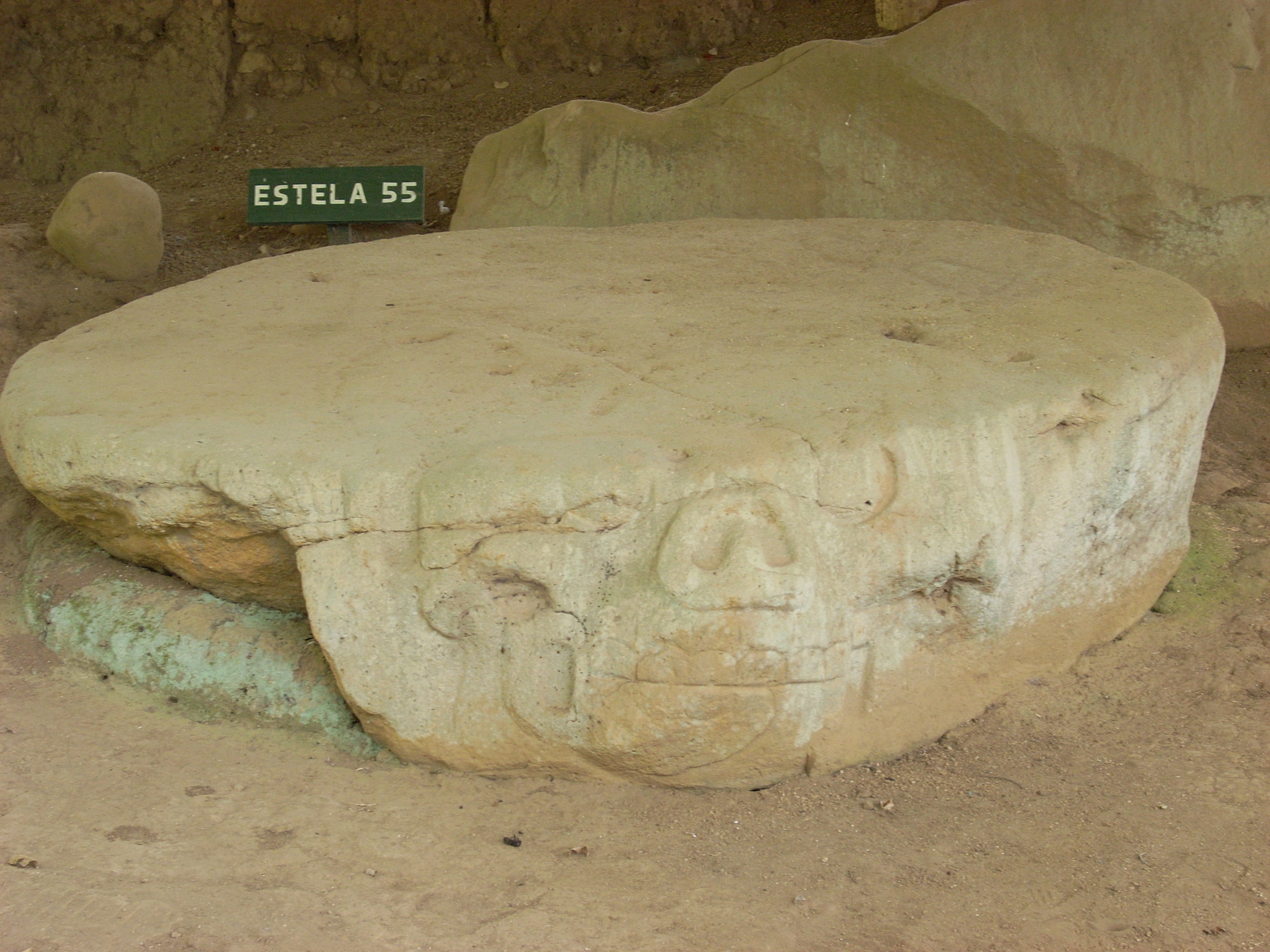
Altar 28, amb una escultura d'una calavera a la vora[108

- Altar 1: es troba al peu de l'Estela 1, és de forma rectangular amb una escultura en un costat.[109]
- Altar 2: és de procedència desconeguda. Es trobava prop de la casa patronal a la finca San Isidro Pedra Parada. Fa 1,59 m de llarg i 0,5 m d'altura. Representa un animal que ha estat identificat com un gripau o un jaguar.[110] El cos fou esculpit en forma d'un buit de 85 cm d'ample i 26 cm de profunditat. L'escultura es va trencar en tres peces.[110]
- Altar 3: és un altar de forma circular, tosc i pla, que fa 1 m d'ample i 0,3 m de grossor. Probablement s'associava a una estela, però se'n desconeix la procedència original; fou traslladat prop de la casa patronal de la finca San Isidro Pedra Parada.[111]
- Altar 5: és un altar llis de forma circular associat amb l'Estela 2.[109]
- Altar 7: es troba prop de l'extrem sud de la Terrassa 3, on forma part d'una línia de cinc monuments posats en direcció est-oest.[73]
- Altar 8: és un monument llis associat amb l'Estela 5; es troba al costat oest de l'Estructura 12.[112]
- Altar 9: és un tron baix amb quatre potes que es localitza davant de l'Estructura 11.[113]
- Altar 10: estava associat amb l'Estela 13 i es trobava damunt de la gran ofrena de ceràmica associada amb aquesta estela amb la tomba reial de l'Estructura 7A. El monument originàriament era un tron amb suports cilíndrics que fou reutilitzat com un altar en el Període Clàssic.[114][115]
- Altar 12: és un monument del Preclàssic Tardà esculpit en l'estil maia primerenc.[13] A causa de les escultures en la cara superior de l'altar, se suposa que el monument originàriament es va erigir com una estela vertical en el Preclàssic Tardà, i que es reutilitzà com un altar horitzontal en el període Clàssic. L'escultura en la cara superior de l'altar representa una figura humana parada de perfil, mirant cap a l'esquerra. Dues sèries verticals de quatre glifs flanquegen la figura. La figura central està parada sobre una banda horitzontal que representa la terra, dos monstres de la terra flanquegen la banda. Damunt de la figura hi ha una banda celestial amb una part del cap d'un ocell sagrat visible al centre. Figures antropomòrfiques combinades amb altres elements formen els setze glifs a la vora del monument.[116]

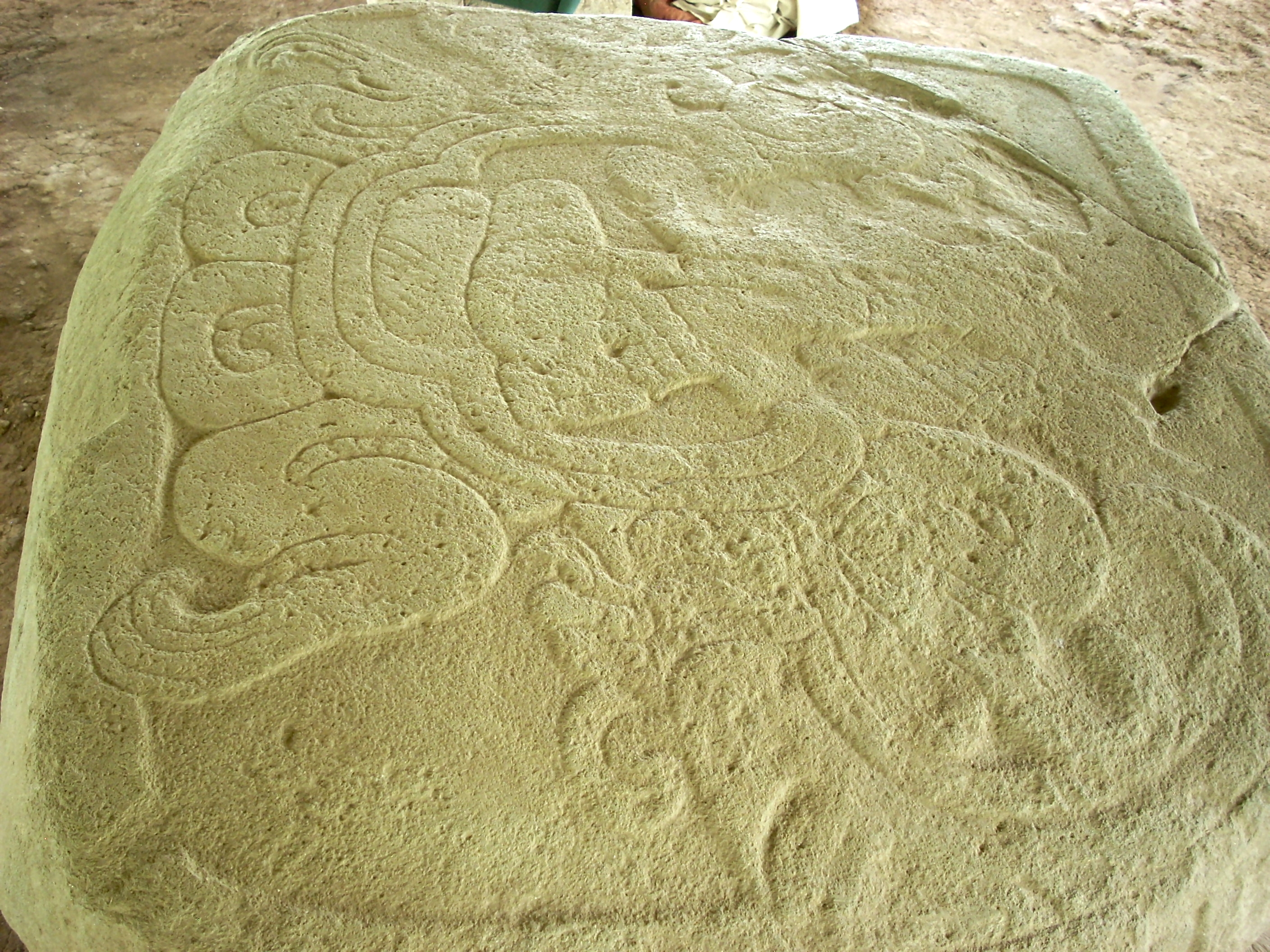
Altar 48, amb l'escultura d'estil maia primerenc[34

- Altar 13: és un altre monument maia primerenc que data del Preclàssic Tardà. Igual que l'Altar 12, s'erigiria com una estela vertical. Té danys greus en la part principal de l'escultura, amb el centre i la secció inferior destruïts. Després fou reutilitzat com un altar horitzontal. Es pot veure les restes de dues figures que flanquegen la danyada secció inferior del monument i el gran cap de l'ocell sagrat damunt l'àrea feta malbé. La figura a la dreta porta una faldeta entreteixida i probablement és una dona.
- Altar 18: és un de cinc monuments en una fila orientada nord-sud a la base de l'Estructura 8 a la Terrassa 3.[117]
- Altar 28: es localitza prop de l'Estructura 10 al Grup Central. És un altar de basalt de forma circular que fa una mica més de 2 m de diàmetre i 0,5 m de grossor. A la part davantera de la vora de l'altar hi ha una escultura d'una calavera. A la cara superior són dues escultures en relleu de peus humans.[108]
- Altar 30: es troba incrustat a la quarta graderia de l'escalinata d'accés a la Terrassa 3 al Grup Central. Recolza en quatre potes i s'assembla a l'Altar 9.[118]
- Altar 48: és un exemplar molt primerenc de l'estil escultòric maia; data de la primera part del Període Preclàssic Tardà.[119] S'elaborà en andesita; fa 1,43 per 1,26 m i té una grossor de 0,53 m.[120] Se situa prop de l'extrem sud de la Terrassa 3, on n'és un, d'una fila de cinc monuments alineats d'est a oest.[73] La cara superior és esculpida, igual com els quatre costats, i té un disseny intricat d'un cocodril amb el cos en forma d'un símbol que representa una cova; conté la figura d'un maia sedent amb tapall.[121] Els costats del monument estan gravats amb una versió primerenca de jeroglífics maies; el text sembla al·ludir al personatge esculpit a la cara superior.[121] Els habitants acuradament van cobrir l'Altar 48 amb l'Estela 14 en l'antiguitat.[121] La sortida d'un governant maia del cos d'un cocodril s'assembla al mite del naixement del déu de la dacsa, que surt de la closca d'una tortuga.[121] L'Altar 48 pot ser una de les representacions mitològiques maies més primerenques que s'usava amb fins polítics.[121]

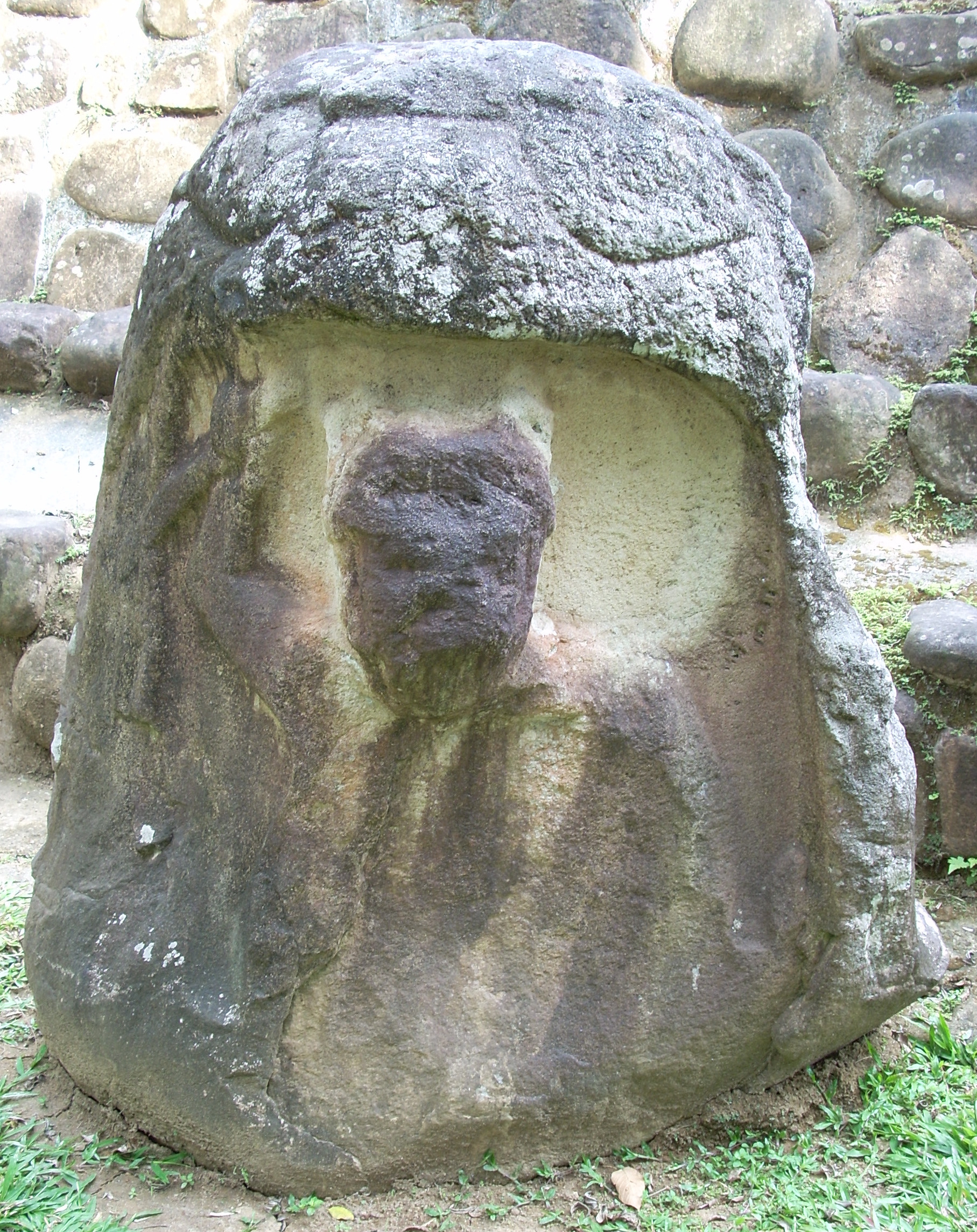
Monument 67, una escultura d'estil olmeca que data del Preclàssic Mitjà

##### Monuments
- Monument 1: és una roca volcànica amb l'escultura en relleu d'un jugador de pilota, probablement un governant local. La figura mira cap a la dreta, agenollada d'un genoll amb les mans aixecades. L'escultura va ser trobada a la riba prop d'un encreuament del riu Ixchayá, al voltant de 300 m a l'oest del Grup Central. Fa 1,5 m d'altura. El Monument 1 data del Preclàssic Mitjà i el seu estil és clarament olmeca.[122][22][123][124][125]
- Monument 2: és una escultura d'estil panxut que es va descobrir a 12 m de la carretera entre les finques San Isidro i Buenos Aires. Fa 1,4 m d'altura i 0,75 m de diàmetre. El cap està molt erosionat i s'inclina lleument cap endavant; els braços estan lleugerament doblegats amb les mans cap avall i els dits marcats. El Monument 2 data del Preclàssic Tardà.[96][92]
- Monument 3: també data del Preclàssic Tardà. En temps moderns el traslladaren a l'àrea on s'asseca el cafè a la finca Santa Margarita. No se sap on fou trobat. És una figura d'estil panxut amb un cap gran; duu un collaret o penjoll fins al pit. Fa 0,96 m d'alt i 0,78 m d'ample a les espatlles. El monument està danyat i en falta la part inferior.[96][126]
- Monument 4: sembla una escultura d'un captiu, lleugerament inclinat cap endavant i amb les mans lligades rere de l'esquena. Es va trobar a la finca San Isidro, però no se sap exactament on. Fou traslladat al Museu Nacional d'Arqueologia i Etnologia a la ciutat de Guatemala. El monument probablement data del Preclàssic Tardà. Fa 0,87 m d'alt i 0,4 m (16 polzades) d'ample.[127]

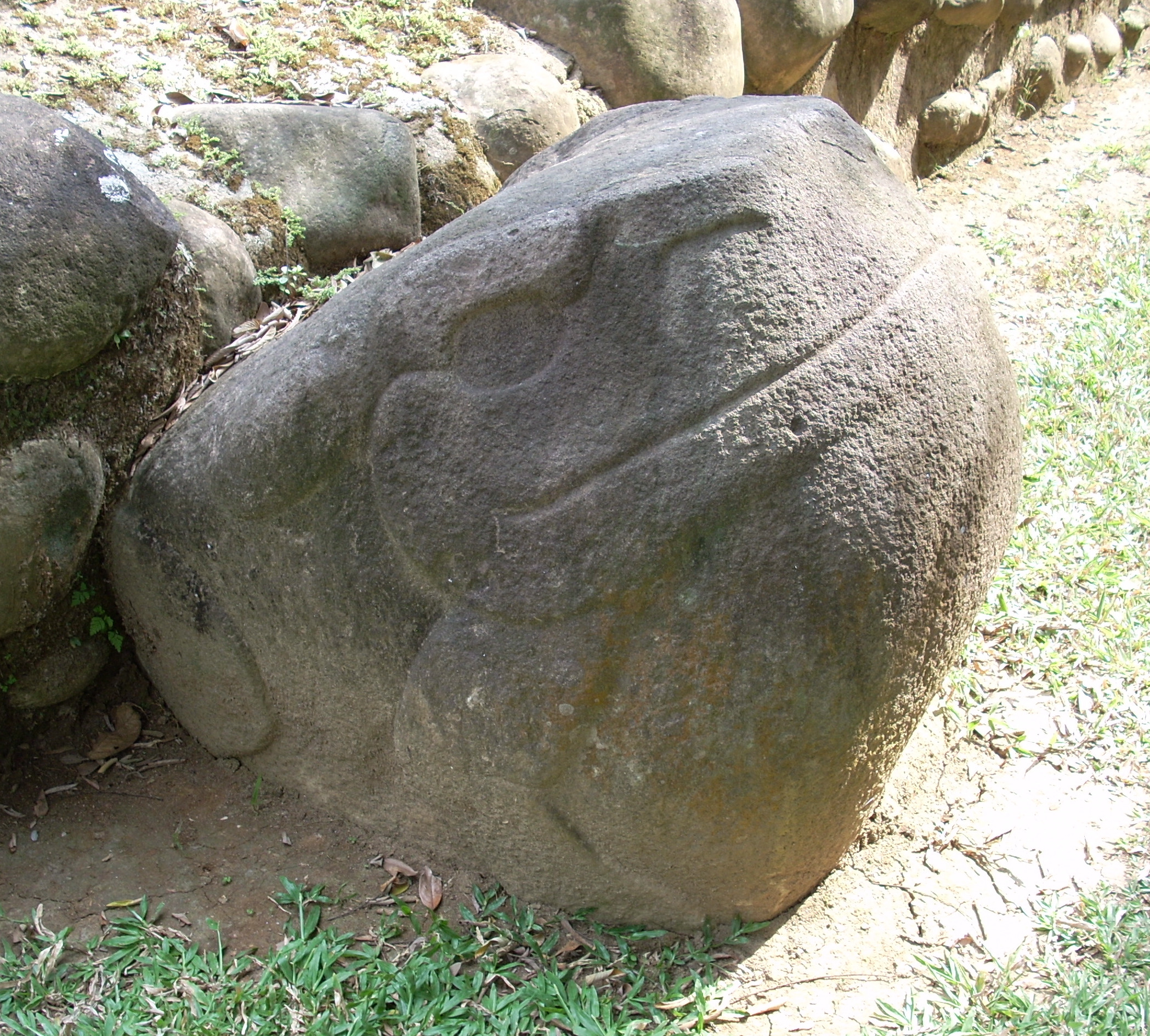
Monument 68, d'un gripau.[128

- Monument 5: el traslladaren a la casa patronal de la finca San Isidro Pedra Parada; se'n desconeix la procedència. Fa 1,53 m d'alçada i 0,53 m d'amplària al punt més ample. És una altra escultura d'un captiu amb els braços lligats amb una tira de tela que cau sobre els malucs.[129]
- Monument 6: és una escultura zoomorfa que es descobrí durant la construcció de la carretera que passa pel lloc. Es traslladà al Museu Nacional d'Arqueologia i Etnologia de Guatemala. L'escultura fa una mica més d'1 m d'alt i 1,5 m 'ample. És una roca esculpida amb la forma del cap d'un animal, probablement d'un gripau, i potser data del Preclàssic Tardà.[130]
- Monument 7: és una escultura danyada, amb la forma d'un cap gegant. Fa 0,58 m d'alt i es trobà en la primera meitat del segle XX a la planta elèctrica de la finca Santa Margarita; la traslladaren enfront de l'oficina de l'administrador. L'escultura té una cara gran i plana amb celles prominents. El seu estil és molt semblant al d'un monument trobat a Kaminaljuyú, a les terres altes.[131]
- Monument 8: es troba al costat occidental de l'Estructura 12. És una escultura zoomorfa d'un monstre amb característiques felines, amb una petita figura antropomòrfica eixint de la boca.[83]
- Monument 9: és una escultura d'estil local amb forma de mussol.[132]
- Monument 10: és un altre monument traslladat del seu lloc originari; el portaren a la finca Santa Margarita no se sap d'on. Fa 0,5 m d'alt i 0,4 m d'ample. És una escultura danyada d'un captiu agenollat amb els braços lligats.[129]

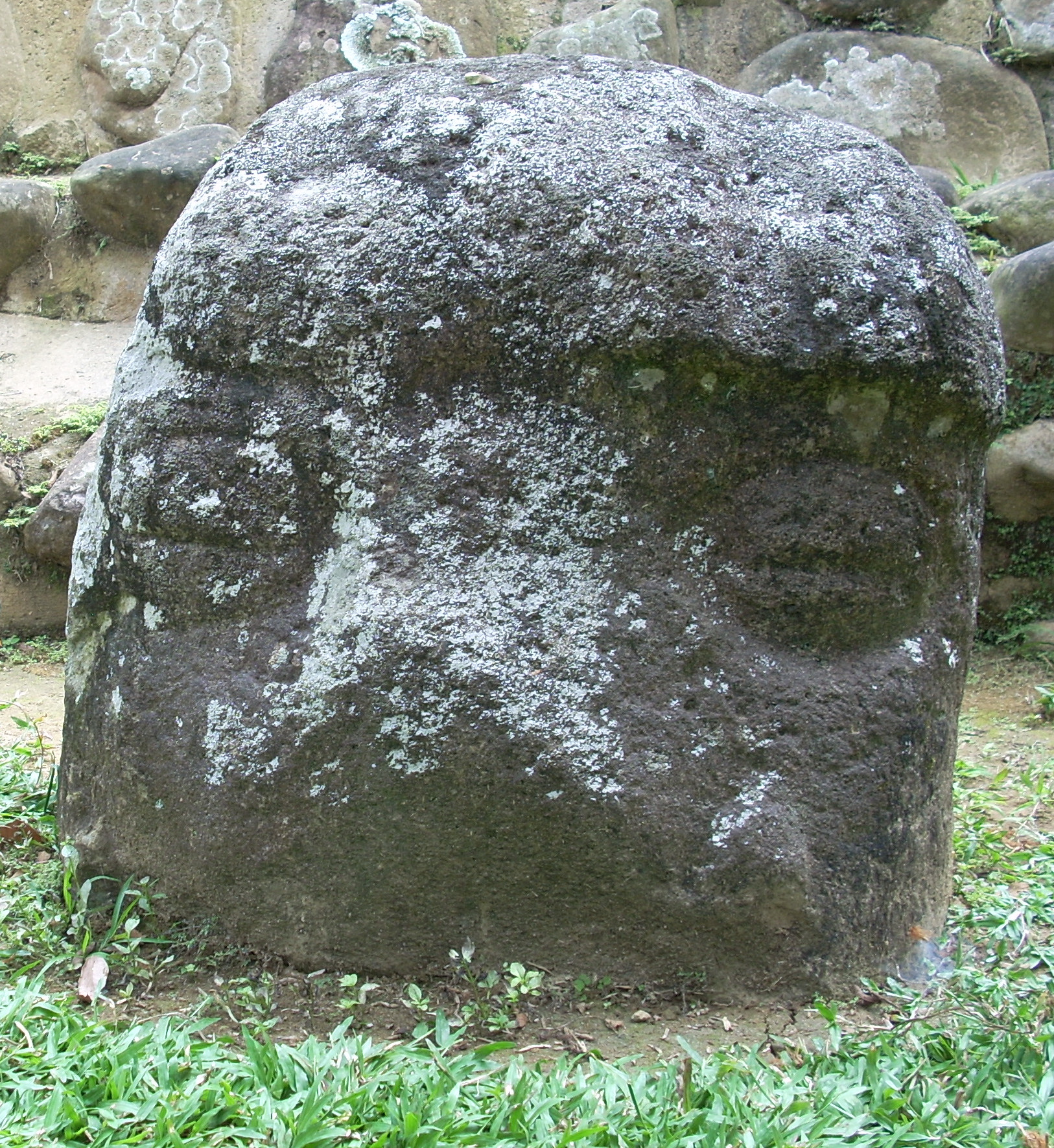
El Monument 65, una escultura d'estil olmeca amb forma d'un cap humà. Data del període Preclàssic Mitjà[133

- Monument 11: se situa a la part suroccidental de la Terrassa 3. És una roca natural esculpida amb un sèrie vertical de cinc glifs. Més a l'esquerra es troba un jeroglífic aïllat i glifs que representen el número 11. És una escultura d'estil maia primerenc i data del Preclàssic Tardà.[83][134]
- Monument 14: és una escultura erosionada d'estil olmeca que data del Preclàssic Mitjà. Mostra una figura a la gatzoneta, possiblement femenina, amb lligadura i orelleres. Té un cadell de jaguar agafat sota un braç, sota l'altre agafa un cervatell.[135]
- Monument 15: és una gran roca amb una escultura en relleu d'estil olmeca: representa el cap, les espatlles i els braços d'una figura eixint d'un nínxol, amb els braços doblegats cap a dintre dels colzes. L'anvers de la roca té l'escultura dels quarts posteriors d'un felí, potser d'un jaguar.[136]
- Monument 16 i Monument 17: són dues parts de la mateixa escultura trencada. És d'un estil plenament olmeca i està molt erosionada, però representa un cap humà amb lligadura amb forma d'una cara secundària que porta un casc.[123]
- Monument 23: data del Preclàssic Mitjà. Sembla haver estat un cap colossal d'estil olmeca que tenia una figura en un nínxol.[13]
- Monument 25: és una escultura en relleu molt erosionada d'una figura asseguda en un nínxol.[137]
- Monument 27: es troba prop de l'extrem sud de la Terrassa 3, al sud d'una fila de 5 escultures alineades d'est a oest.[73]
- Monument 35: és un monument simple en la Terrassa 6. Data del Preclàssic Tardà.[88]
- Monument 40: és un monument d'estil panxut que data del Preclàssic Tardà.[138][96]
- Monument 44: és una escultura d'un captiu.[137]
- Monument 47: és un monument d'estil local que representa una granota o gripau.[132]
- Monument 55: és una escultura d'estil olmeca d'un cap humà. La traslladaren al Museu Nacional d'Arqueologia i Etnologia.[137]
- Monument 64: és un baix relleu d'estil olmeca esculpit al costat sud d'una roca natural d'andesita i data estilísticament del Preclàssic Mitjà, encara que es trobà en un context arqueològic del Preclàssic Tardà. Es trobava a la riba oriental del rierol El Chorro, a 300 metres a l'oest del Grup Sud-central. La figura és de perfil i porta un cinturó i un bastó en forma de ziga-zaga a la mà esquerra.[123][139]
- Monument 65: és una representació molt danyada d'un cap humà d'estil olmeca; data del Preclàssic Mitjà. Té els ulls tancats i la boca i el nas estan completament destruïts. Duu un casc. Es troba a l'oest de l'Estructura 12.[52][140]
- Monument 66: és una escultura d'estil local del cap d'un cocodril que potser data del Preclàssic Mitjà. Es troba a l'oest de l'Estructura 12.[112][141]
- Monument 67: és una escultura d'estil olmeca que representa una figura eixint de la gargamella d'un jaguar; té una mà aixecada i sosté un bastó. S'hi distingeixen rastres d'un casc. Es troba a l'oest de l'Estructura 12 i data del Preclàssic Mitjà.[142][143]
- Monument 68: és una escultura d'estil local d'un gripau que es troba al costat occidental de l'Estructura 12. Potser data del Preclàssic Mitjà.[144][132]

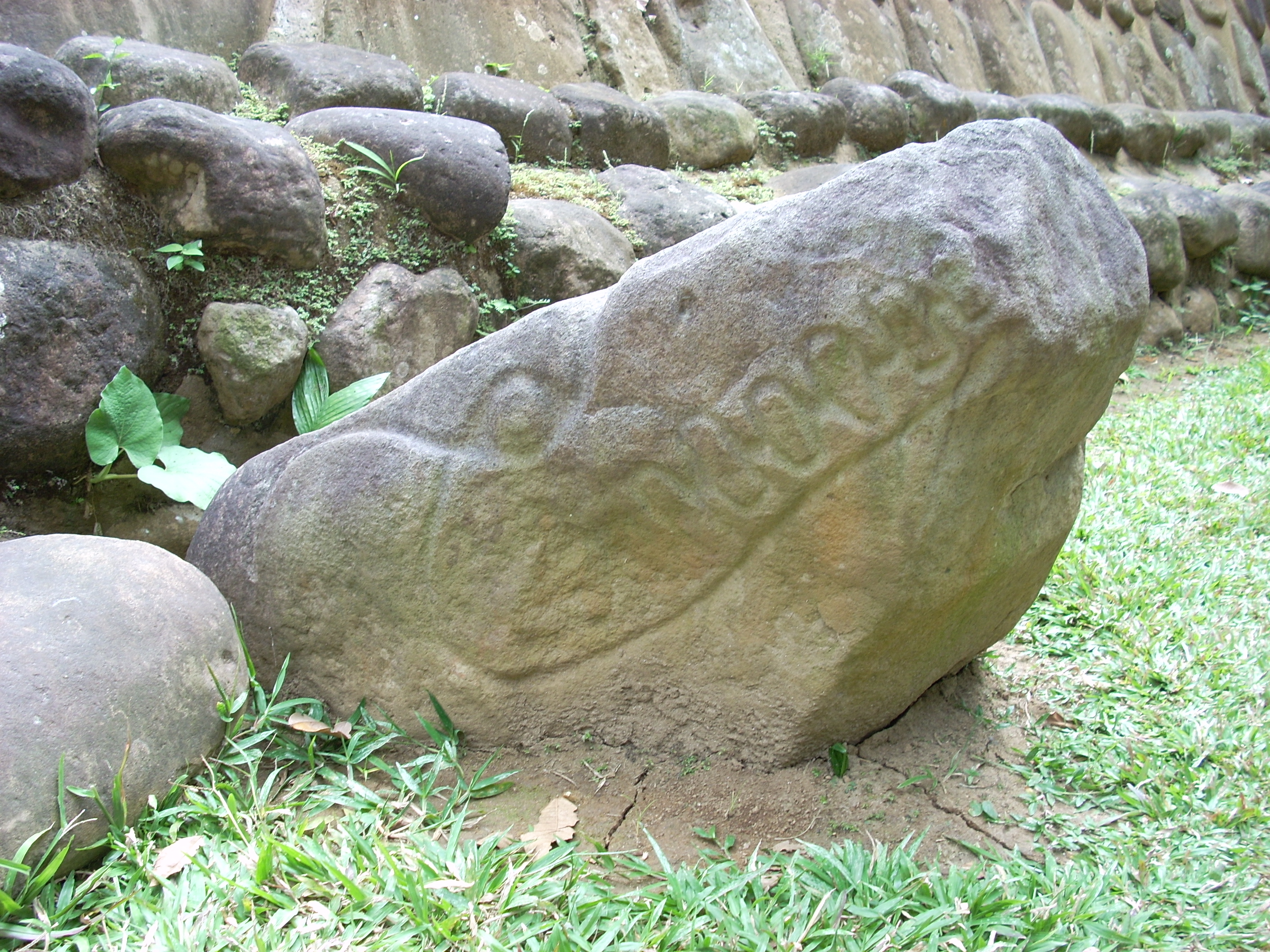
Monument 66, una escultura d'estil local amb la forma del cap d'un cocodril[141

- Monument 69: és un monument d'estil panxut que data del Preclàssic Tardà.[96]
- Monument 70: és una escultura d'estil local d'una granota o gripau.[132]
- Monument 93: és una escultura tosca d'estil olmeca que data del Preclàssic Mitjà. Representa un jaguar antropomorf segut amb cap humà.[135]
- Monument 99: és un cap colossal d'estil panxut; data del Preclàssic Tardà.[145]
- Monument 100, Monument 107 i Monument 109: són monuments panxuts que daten del Preclàssic Tardà. Tots estan prop de l'escalinata d'accés de la Terrassa 3 al Grup Central.[96][118]
- Monument 108: és un altar posat davant de l'escalinata principal d'accés de la Terrassa 3, al Grup Central.[118]
- Monument 113: es troba fora del nucli del lloc, a 5 km al sud del Grup Central, a 2 km a l'oest de l'Asintal, en un lloc secundari conegut com el Grup Sud que conté sis monticles d'estructures. Fou esculpit en una roca d'andesita i duu una escultura en relleu d'un jaguar ficat al llit al seu costat esquerre. Els ulls i boca estan oberts i té diverses petjades de jaguar tallades al seu cos.[146]
- Monument 126: és una gran roca de basalt amb baixos relleus de mans humanes de grandària natural. Es troba a la riba d'un petit rierol prop del Grup Central.[108]

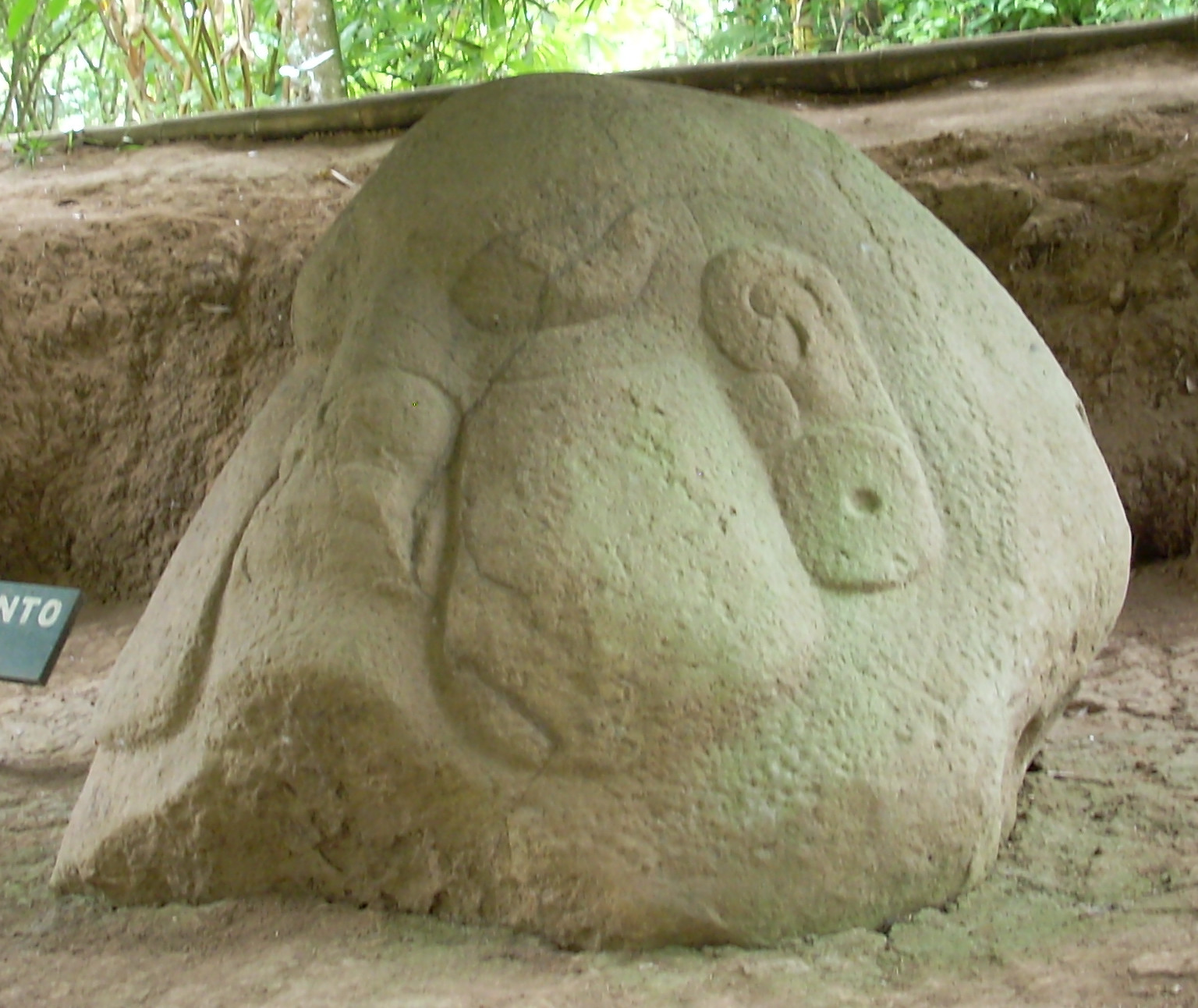
Monument 99, un cap colossal d'estil panxut[145

- Monument 140: és una escultura d'un gripau que data del Preclàssic Tardà. Es troba al Grup Oest, a la Terrassa 6.[88]
- Monument 141: és un altar rectangular que data del Preclàssic Tardà. Es localitza al Grup Oest, a la Terrassa 6.[88]
- Monuments 142, 143, 145, 146, 147, 148, 149 i 156: són uns dels 19 monuments simples de pedra que voregen el curs del Nimá, a 200 metres a l'oest del Grup Oest, dins de les finques Buenos Aires i San Isidro. Són roques de basalt i andesita que tenen depressions circulars amb els costats polits i possiblement són el resultat d'algun tipus d'activitat quotidiana.[147]
- Monument 154: és una altra gran roca de basalt; té dos petroglifs de cares d'aparença infantil. Es localitza al costat oest del Nimá, a la finca Buenos Aires.[148]
- Monument 157: és una gran roca d'andesita al costat occidental del rierol Nimá, a la finca San Isidro. Té un petroglif d'una cara amb ulls i celles, nas i boca.[148]
- Monument 161: es troba al Grup Nord, a la finca San Elías. És un aflorament de basalt que fa 1,18 metres d'alt per 1,14 metres d'ample al vessant del barranc del riu Ixchayá. En la superfície superior de la roca té un petroglif d'una cara mirant cap amunt. La cara té galtes, una barbeta prominent i la boca poc oberta. Té una semblança estilística amb màscares de jade del període Clàssic Primerenc, tot i que hi manquen certes característiques associades a aquestes màscares.[149]
- Monument 163: data del Preclàssic Tardà. Es trobava reutilitzat en la construcció d'un desguàs del Clàssic Tardà al costat de l'Estructura 7. Representa una figura asseguda amb genitals masculins prominents i està molt danyada: li falten el cap i les espatlles.[150]

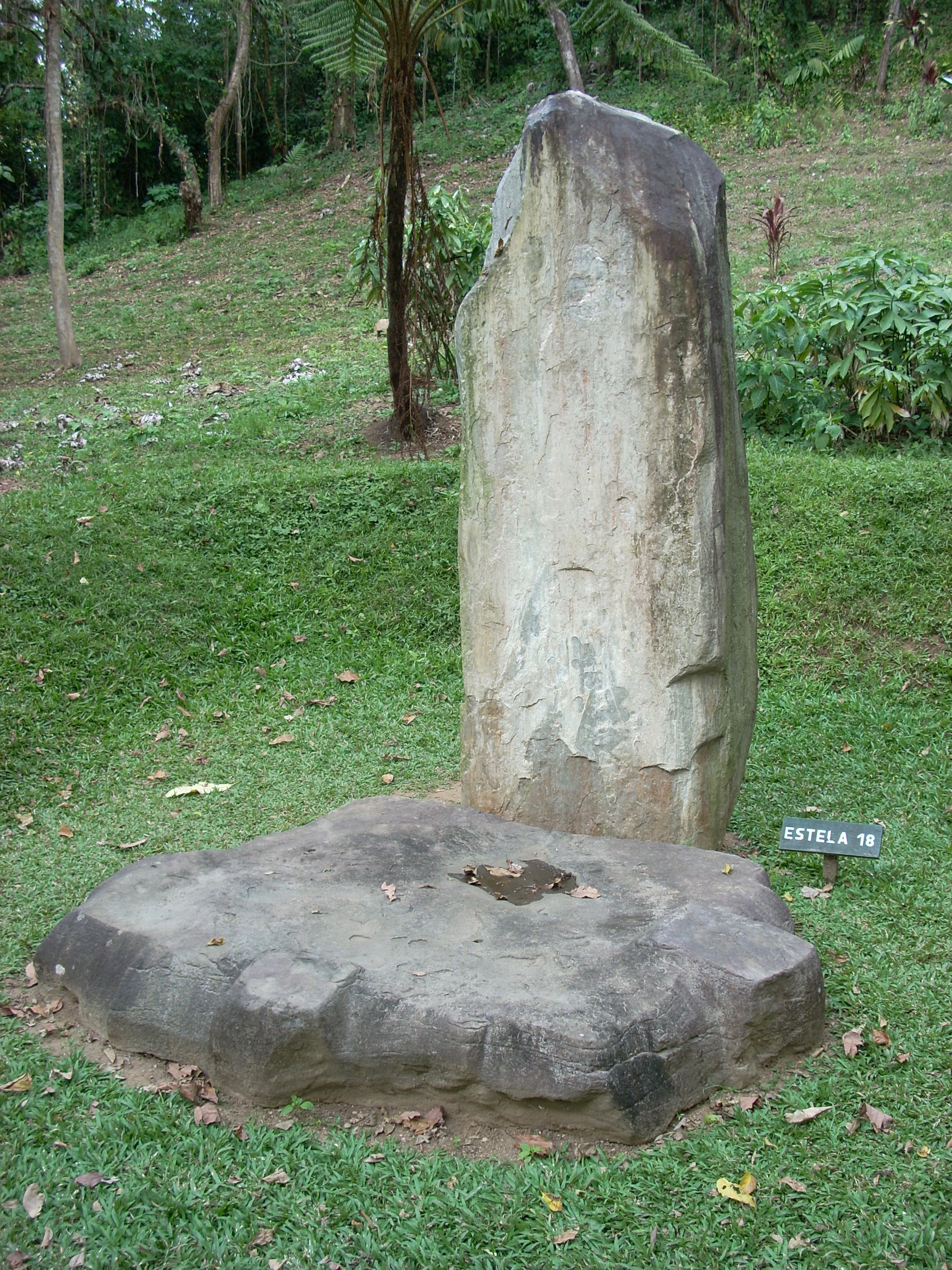
Estela 18 i el seu altar associat

##### Esteles
- Estela 1: es trobava prop de l'Estela 2 i la traslladaren prop de la casa de l'administrador de la finca San Isidro Pedra Parada. Fa 1,36 m d'alt i 0,45 m d'ample. Té l'escultura d'una figura parada i mirant cap a l'esquerra; duu un ceptre amb forma de serp amb una màscara de drac a l'extrem inferior; un felí és damunt del cos de la serp. L'estil s'assembla al de l'Estela 1 del Bagul. Un text jeroglífic molt erosionat es troba a l'esquerra de la cara de la figura: és completament il·legible. Aquesta estela és d'estil maia primerenc i data del Preclàssic Tardà.[151][152]
- Estela 2: és un monument de l'estil maia primerenc esculpit amb una data danyada del compte llarg, que té almenys tres interpretacions possibles: la més tardana dataria el monument al primer segle ae. Dues figures parades flanquegen el text i l'escultura probablement representa un governant rebent el poder del seu predecessor.[37] Damunt de les figures i el text hi ha una figura molt adornada de perfil que mira cap avall a la figura a l'esquerra del text.[153] L'Estela 2 es troba davant del mur de contenció de la Terrassa 5.
- Estela 3: està molt danyada i es troba trencada en tres peces. La descobriren a la finca San Isidro Pedra Parada, tot i que no se'n sap la ubicació originària. La traslladaren a un museu de la ciutat de Guatemala. La secció inferior de l'estela mostra dues cames caminant a l'esquerra, parades sobre una franja horitzontal que es divideix en tres parts, cadascuna de les quals conté un símbol o glif.[154]
- Estela 4: la descobriren el 1969 i fou traslladada a la casa de l'administrador de la finca San Isidro Pedra Parada. Té un estil que s'assembla al de les esteles d'Izapa i fa 1,37 m d'alçada.[155] L'estela té un disseny complex d'una serp ondulant pujant cap al cel des de l'aigua que flueix de dos monstres de la terra. La gargamella de la serp s'obri cap al cel i n'ix una cara característicament maia. Diversos glifs apareixen en l'escena. Aquesta estela és d'estil maia primerenc i data del Preclàssic Tardà.[156]

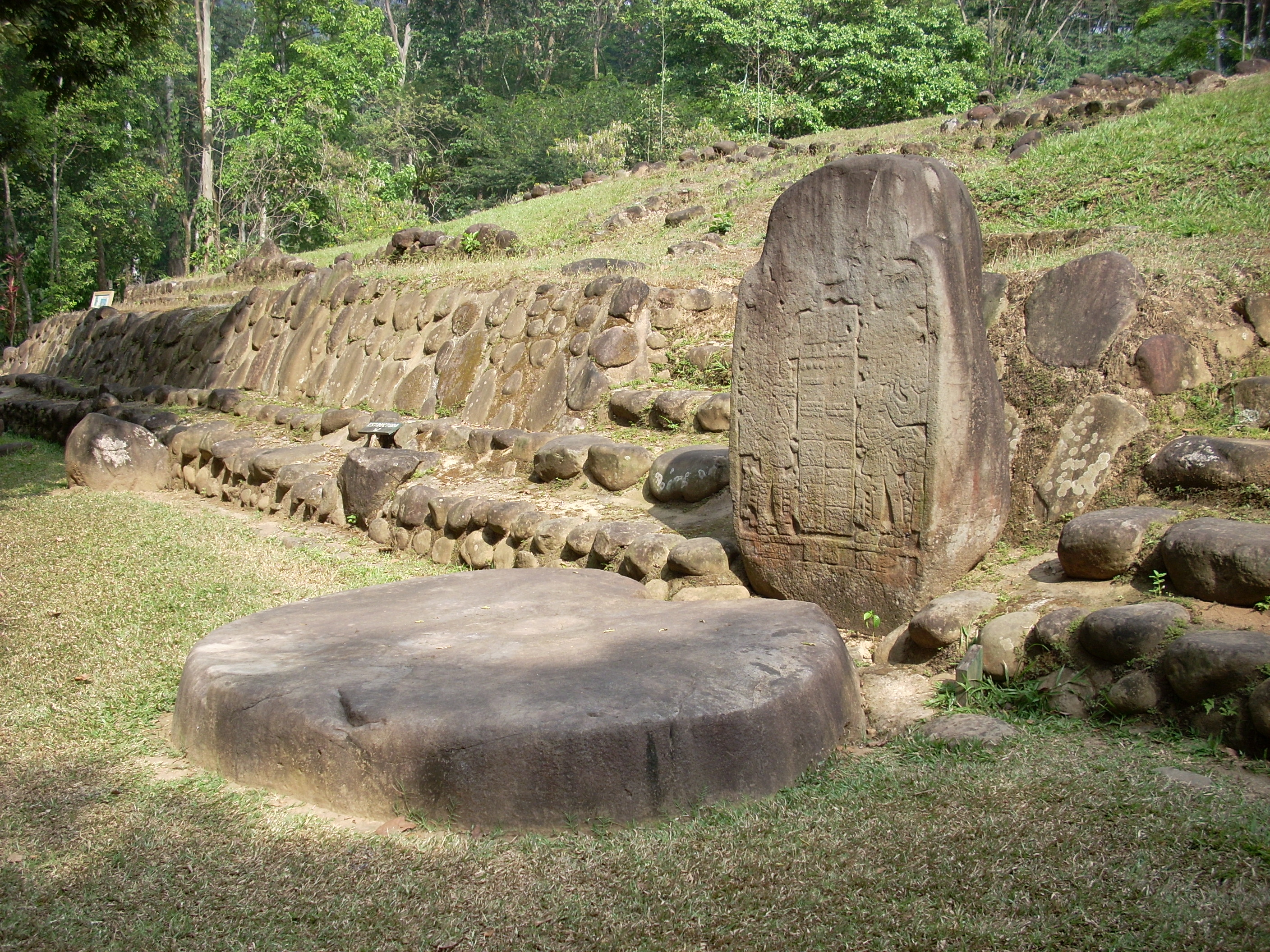
Estela 5 i Altar 8

- Estela 5: té un bon estat de preservació i duu dues inscripcions de dates del compte llarg flanquejades per dues escultures de figures parades que representen governants. La data més més tardana és del 126 de.[90] La figura a la dreta duu una serp a la mà, i la de l'esquerra duu probablement un jaguar.[157] Aquest monument deu representar un governant lliurant el poder al seu successor.[37] Els dos costats laterals tenen escultures d'una petita figura sedent amb una inscripció jeroglífica prou erosionada. L'estela és d'estil maia primerenc i té afinitats amb les escultures d'Izapa.[158]
- Estela 12: es troba prop de l'Estructura 11. Està greument danyada i partida en diverses peces, de les quals només dues resten. El fragment més gran és una part de la secció inferior de l'estela i mostra els peus i les cames d'una figura. Es paren en un plafó dividit en diverses seccions geomètriques, cadascuna de les quals conté un altre disseny. Davant de les cames hi ha les restes d'un glif que sembla del format punt-barra. Un fragment més petit se'n troba molt a prop.[83]
- Estela 13: data del Preclàssic Tardà. Està greument danyada i partida en dues peces. L'escultura és d'estil maia primerenc i té un disseny que representa un cap estilitzat de serp, molt semblant a un monument descobert a Kaminaljuyú.[156] L'Estela 13 fou erigida prop de la base del costat sud de l'Estructura 7A. Una ofrena de més de 600 atuells ceràmics es trobà a la base de l'estela, amb 33 fulles prismàtiques d'obsidiana i altres objectes. L'estela i l'ofrena s'associen amb una tomba reial del Preclàssic Tardà coneguda com l'Enterrament 1.[78][159]
- Estela 14: es troba al límit est de la Terrassa 3, al Grup Central. Va ser tallada en andesita i té 27 depressions en forma de tassa a la superfície. És un dels pocs monuments del seu tipus que es troben al centre cerimonial de la ciutat.[160]
- Estela 29: és un monument llis d'andesita i es troba al cantó sud-est de l'Estructura 11. Té set graderies esculpides a la part superior.[160]
- Estela 66: és una estela llisa que data del Preclàssic Tardà. Se situa al Grup Oest, a la Terrassa 6.[88]
- Estela 68: va ser descoberta al cantó sud-est del Monticle 61A, a la Terrassa 5. L'estela està partida en dues peces i els fragments restants semblen de dos monuments diferents. L'estela tenia escultures d'estil maia primerenc, però sembla que les destruïren deliberadament, deixant-ne només uns pocs símbols.[161]
- Estela 71: és un fragment tallat que es reutilitzà en la construcció d'un canal hidràulic al costat de l'Estructura 7.[71]

### Enterrament reial
S'ha excavat una tomba del Preclàssic Tardà; es pensa que la tomba és d'un enterrament reial.[13] Els arqueòlegs l'anomenaren Enterrament 1; la descobriren durant les excavacions de l'Estructura 7A i fou inserida al centre d'aquesta estructura, que data del Preclàssic Mitjà.[78] L'enterrament també s'associa a l'Estela 13 i amb una ofrena enorme de més de 600 atuells ceràmics i altres objectes trobats a la base de l'Estructura 7A. Aquestes ceràmiques daten l'ofrena de la fi del Preclàssic Tardà.[78] No s'hi han trobat restes humanes, però se suposa que és un enterrament pels objectes associats.[162] Es creu que el mort fou enterrat sobre una llitera que feia 1 m per 2 m; probablement era de fusta i la cobriren amb pols vermella de cinabri.[162] Els objectes enterrats amb el mort inclouen un collaret de 18 peces de jade, dues orelleres cobertes de cinabri, miralls mosaics de pirita de ferro, un dels quals té més de 800 peces, una màscara mosaic de jade, dues fulles prismàtiques d'obsidiana, un peix finament esculpit de pedra verda, diversos grans que devien ser joies com polseres i una selecció de ceràmica que data la tomba del període 100–200 de.[163]

## Llegiu-ne més
- Carpio Rezzio, Edgar «Nueva información sobre la obsidiana de Tak'alik Ab'aj (antes Abaj Takalik)» (versión digital). . Museo Nacional de Arqueología y Etnología. Arxivat de l'original el 2011-07-07 [Consulta: 1r maig 2019].
- Castillo, Donaldo «La cerámica de Tak'alik Ab'aj (antes Abaj Takalik): Un estudio preliminar» (versión digital). . Museo Nacional de Arqueología y Etnología. Arxivat de l'original el 2011-07-07 [Consulta: 1r maig 2019].
- Orrego Corzo, Miguel «Enfoque del sitio arqueológico Tak'alik Ab'aj (antes Abaj Takalik)» (versión digital). . Museo Nacional de Arqueología y Etnología. Arxivat de l'original el 2011-07-07 [Consulta: 1r maig 2019].
- Popenoe de Hatch, Marion «Comentarios sobre la cerámica de Tak'alik Ab'aj (antes Abaj Takalik)» (versión digital). . Museo Nacional de Arqueología y Etnología. Arxivat de l'original el 2011-07-07 [Consulta: 1r maig 2019].
- Popenoe de Hatch, Marion «Reconocimiento arqueológico en la periferia de Tak'alik Ab'aj» (versión digital). . Museo Nacional de Arqueología y Etnología. Arxivat de l'original el 2011-07-07 [Consulta: 1r maig 2019].
- Popenoe de Hatch, Marion «El regreso del felino en Tak'alik Ab'aj (antes Abaj Takalik)» (versión digital). . Museo Nacional de Arqueología y Etnología. Arxivat de l'original el 2011-07-07 [Consulta: 1r maig 2019].
- Popenoe de Hatch, Marion «Observaciones sobre el desarrollo cultural en Tak'alik Ab'aj, departamento de Retalhuleu, Guatemala» (versión digital). . Museo Nacional de Arqueología y Etnología. Arxivat de l'original el 2011-09-04 [Consulta: 1r maig 2019].